# Venezuela
Venezuela (denumire oficială: República Bolivariana de Venezuela) este o țară situată în nordul Americii de Sud, cuprinzând terminațiile nordice ale Munților Anzi (care depășesc 5000 m), câmpia fluviului Orinoco și Podișul Guyanelor (care ajunge la 3000 m), dispuse în ordine de la nord-vest spre sud-est. Pe un afluent al râului Caroní se află cascada Angel, cea mai înaltă din lume (978 m). În Venezuela predomină populația de origine europeană. Venezuela este una din țările cele mai urbanizate din America Latină. Principalele orașe sunt Caracas, Valencia și Maracaibo. Marea majoritate a populației trăiește în orașele din nordul țării.
Teritoriul țării a fost casa a mai multe triburi importante de amerindieni, de exemplu caribs. Acesta a fost primul trib văzut de către Cristofor Columb în anul 1498. Curând după aceasta au început procesele de colonizare și de amestecare culturală. Venezuela a fost prima țară din America Latină care și-a proclamat independența față de coroana spaniolă, un proces care a fost consolidat de Bătălia de Carabobo și Bătălia navală de pe lacul Maracaibo, din anul 1823, cu expulzarea definitivă a trupelor spaniole. După un lung capitol de conflicte civile, republica a găsit calea de modernizare notorie prin guvernele autoritare. La mijlocul secolului al XX-lea a început lupta pentru un sistem democratic, care a început după răsturnarea generalului Marcos Pérez Jiménez, în anul 1958. Datorită boom-ului petrolier, Venezuela a cunoscut o lungă perioadă de creștere economică intensă, care a fost întreruptă de criza energetică din anii 1980, ceea ce a dus la o perioadă de instabilitate politică și socială urmată de suișuri și coborâșuri financiare.
Spre deosebire de alte state sud-americane, Venezuela dispune de mari rezerve de petrol (fiind al cincilea producător de petrol pe plan mondial) și gaze naturale, astfel că după descoperirea petrolului la începutul secolului al XX-lea, Venezuela a devenit dintr-o țară subdezvoltată exportatoare de produse agricole(cafea și cacao), o țară cu posibilități financiare pentru dezvoltare.
Căderea prețului petrolului în anii 1980 au împins țara într-o criză economică de lungă durată și inflație, rata sărăciei atingând 66% în 1995 , PIB-ul pe cap de locuitor din anul 1998 scăzând la nivelul din 1963, la o treime din valoarea sa maximă din anul 1978  Revenirea prețului petrolului după 2001 a impulsionat economia venezuelană, cu toate că Criza financiară din 2007-2008 a încetinit creșterea economică.
Venezuela are de asemenea resurse clasice ca: minereu de fier și minereuri neferoase (bauxită îndeosebi). Resursele de petrol sunt exploatate în jurul și interiorul Lacului Maracaibo, în câmpia și delta fluviului Orinoco; petrolul se prelucrează în centre situate pe litoral (ca de exemplu Valencia). Fierul se exploatează în Podișul Guyanelor (Cerro Bolivar) și este destinat îndeosebi exportului. Datorită resurselor hidroenergetice bogate, Venezuela și-a dezvoltat foarte mult sistemul de hidrocentrale (hidrocentrala Guri, situată pe râul Caroní, este una dintre cele mai mari din lume). În privința agriculturii se remarcă producția de cafea, trestie de zahăr, manioca, banane și nuci de cocos. Transporturile sunt mai dezvoltate pe litoral, unde se află și principalele porturi.

## Etimologie
În 1499, o expediție condusă de Alonso de Ojeda a vizitat coasta Venezuelei. Casele pe picioroange din zona lacului Maracaibo i-au reamintit navigatorului Amerigo Vespucci de orașul Veneția, astfel că a numit regiunea Veneziola, care în limba toscană contemporană (limba maternă a lui Vespucci) însemna "Mica Veneție". Numele și-a dobândit forma actuală de ortografie ca urmare a influenței spaniole. unde sufixul -uela este folosit ca termen diminutiv (ex. plaza / plazuela, cazo / cazuela); astfel, sensul original al termenului ar fi „Mica Veneție”. 
Cu toate acestea, deși povestea despre Vespucci rămâne versiunea cea mai populară și acceptată pentru a explica originea numelui țării, mai există o altă explicație după Martín Fernández de Enciso, un membru al echipajului lui Vespucci și Ojeda. În lucrarea sa Summa de Geografía el afirmă că au găsit o populație băștinașă, care s-au numit Veneciuela sugerând că numele de „Venezuela” poate că a evoluat din cuvântul nativ.

## Istorie

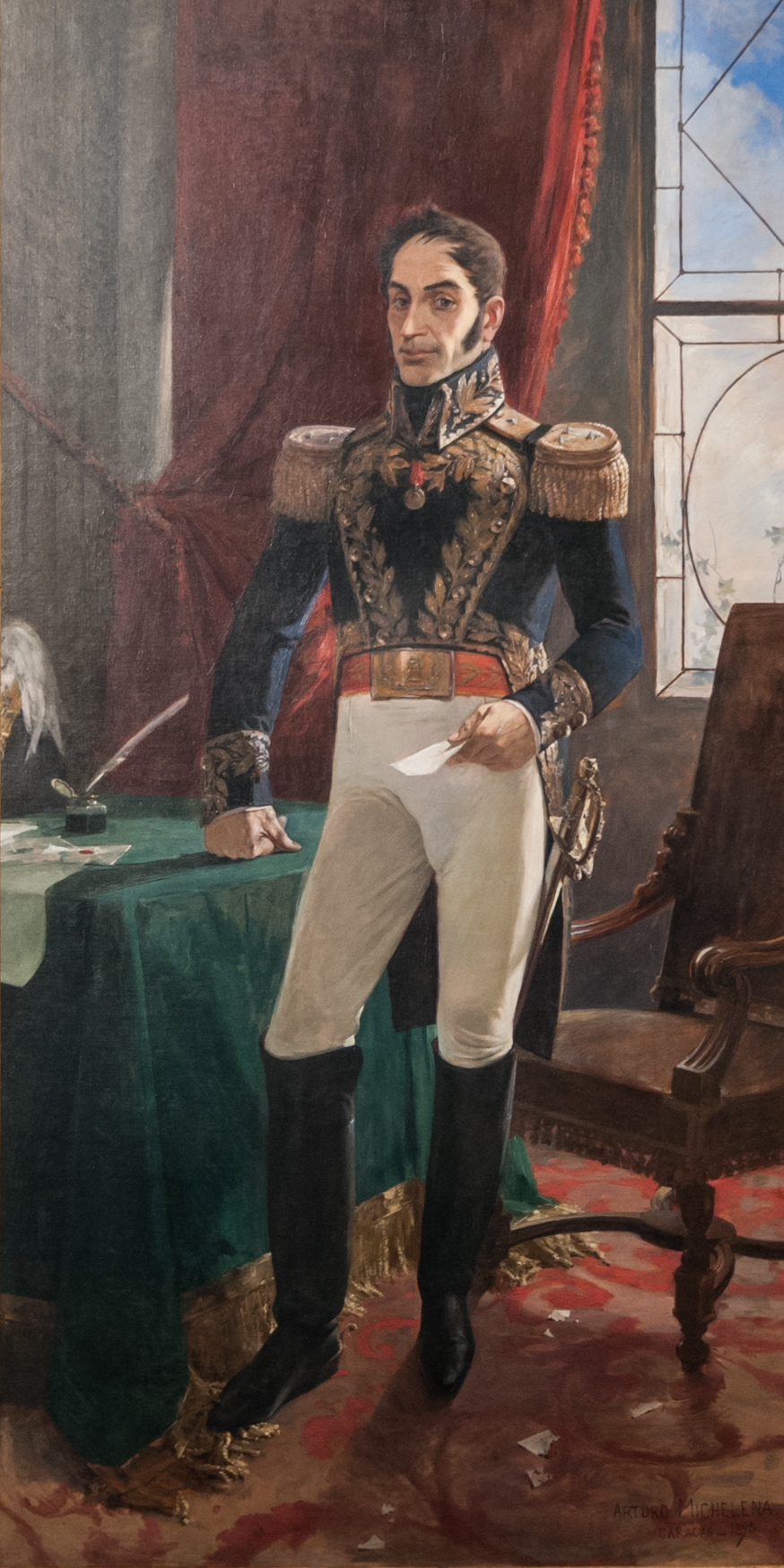
Simón Bolívar, eliberatorul nu numai al Venezuelei ci și al Columbiei, Panamei, Ecuadorului, Boliviei și Perului

### Epoca precolumbiană
Se presupune că Venezuela a început să fie populată cu cel puțin 15.000 de ani în urmă, cele mai vechi vestigii istorice fiind descoperite pe malul râului Pedregal în vestul Venezuelei. Artefactele de vânătoare din pleistocenul târziu, inclusiv lănci, au fost găsite într-o serie similară de situri în nord-vestul Venezuelei sub denumirea „El Jobo”; datarea cu carbon arată că ele sunt din anii 13,000 spre 7,000 Î.Hr..
Nu se cunoaște exact câți oameni trăiau în Venezuela înainte de colonizarea spaniolă, probabil populația era în jur de un milion de persoane. în plus față de triburile din zilele noastre, care trăiesc în Venezuela ca de exemplu Auaké, Caquetio, Mariche și Timoto-cuicas. Numărul acestora s-a redus după colonizarea spaniolă în principal datorită bolilor aduse de spanioli din Europa pentru care băștinașii nu aveau imunitate.

### Colonizarea și dominația spaniolă
În anul 1498, în timpul celei de a treia călătorii, Cristofor Columb a navigat în apropierea deltei fluviului Orinoco, debarcând apoi în Golful Paria. A fost încântat de cele văzute, scriind în scrisoarea către Ferdinand al II-lea de Aragon și Isabela I a Castiliei că a ajuns în Raiul de pe Pământ. 
Colonizarea de către spanioli a început din 1522, prima așezare a coloniștilor fiind în actualul oraș Cumaná. 
În secolul al 16-lea Guaicaipuro (n.1530–m.1568) și Tamanaco (m. 1573) au încercat să opună rezistență incursiunilor spaniole, dar noii veniți i-au supus. Tamanaco a fost ucis din ordinul fondatorului Caracasului, Diego de Losada.
În secolul al 16-lea, de-a lungul colonizării spaniole, mulți băștinași au fost convertiți la catolicism. În primii ani ai colonizării spaniolii s-au concentrat pe partea nordică a țării, dar apoi la mijlocul secolului al 18-lea colonia s-a extins de-a lungul râului Orinoco. Aici Ye'kuana (mai târziu cunoscut ca Makiritare) a organizat o rezistență serioasă în anii 1775 și 1776.
Așezările spaniole estice din Venezuela au fost încorporate în Noua Provincie Andaluzia. Administrată de Audiența Regal din Santo Domingo de la începutul secolului al 16-lea, cea mai mare parte din Venezuela fiind încorporată în Noua Granadă la începutul secolului al XVIII-lea, și au fost reorganizate apoi ca regiuni autonome în 1776. Caracas a fost fondat în 1576 în regiunea centrală a coastei, fiind foarte bine poziționat pentru că în apropiere era portul din La Guaira. Localizarea într-o vale muntoasă îi oferea protecție față de atacurile piraților și fiind într-o zonă cu pământ fertil și climat sănătos.

### Independența

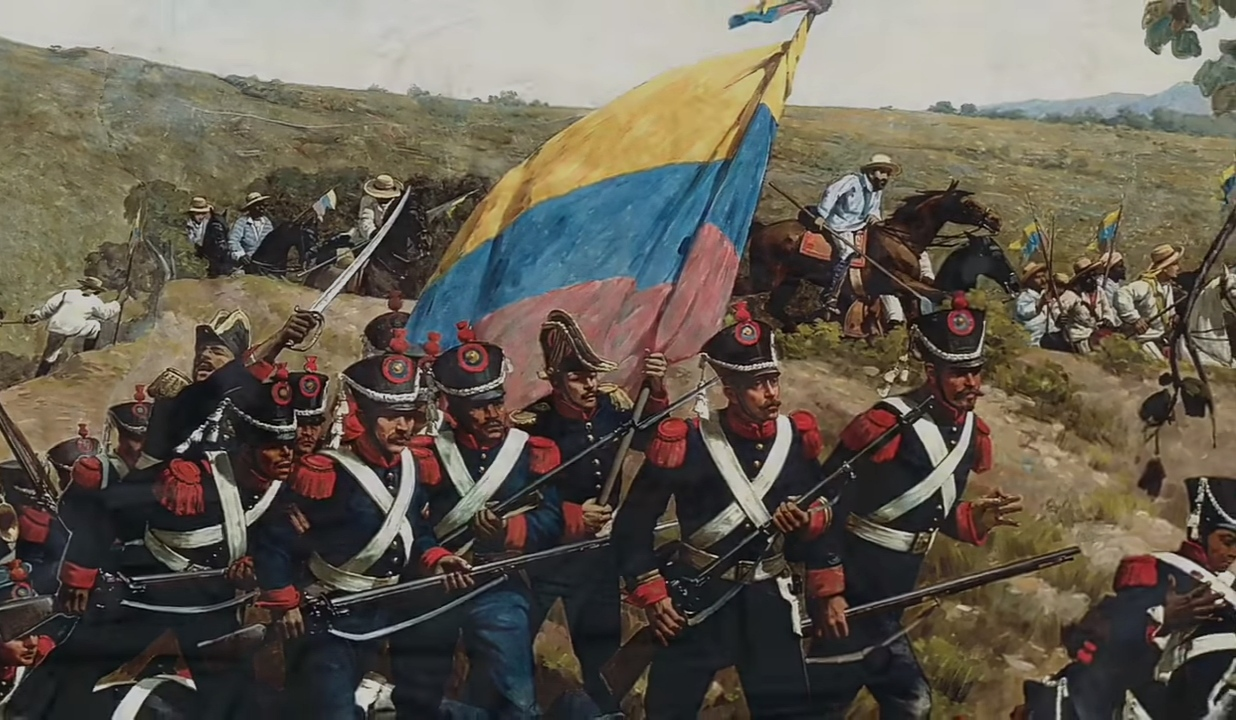
Bătălia de la Carabobo, din timpul Războiului de Independență.

După o serie de revolte fără succes, Venezuela, sub conducerea lui Francisco de Miranda, un mareșal venezuelan care a luptat în Revoluția americană și Revoluția franceză, și-a declarat independența la 5 iulie 1811, moment care marchează începutul Războiului de Independență al Venezuelei. În ciuda cutremurului devastator din 1812 care a lovit Caracas-ul, Venezuela s-a declarat prima Republică a Venezuelei, dar a fost înfrântă. Cea de-a doua Republică a Venezuelei a fost proclamată la 7 august 1813, ea a durat doar câteva luni, fiind zdrobită ca și prima.

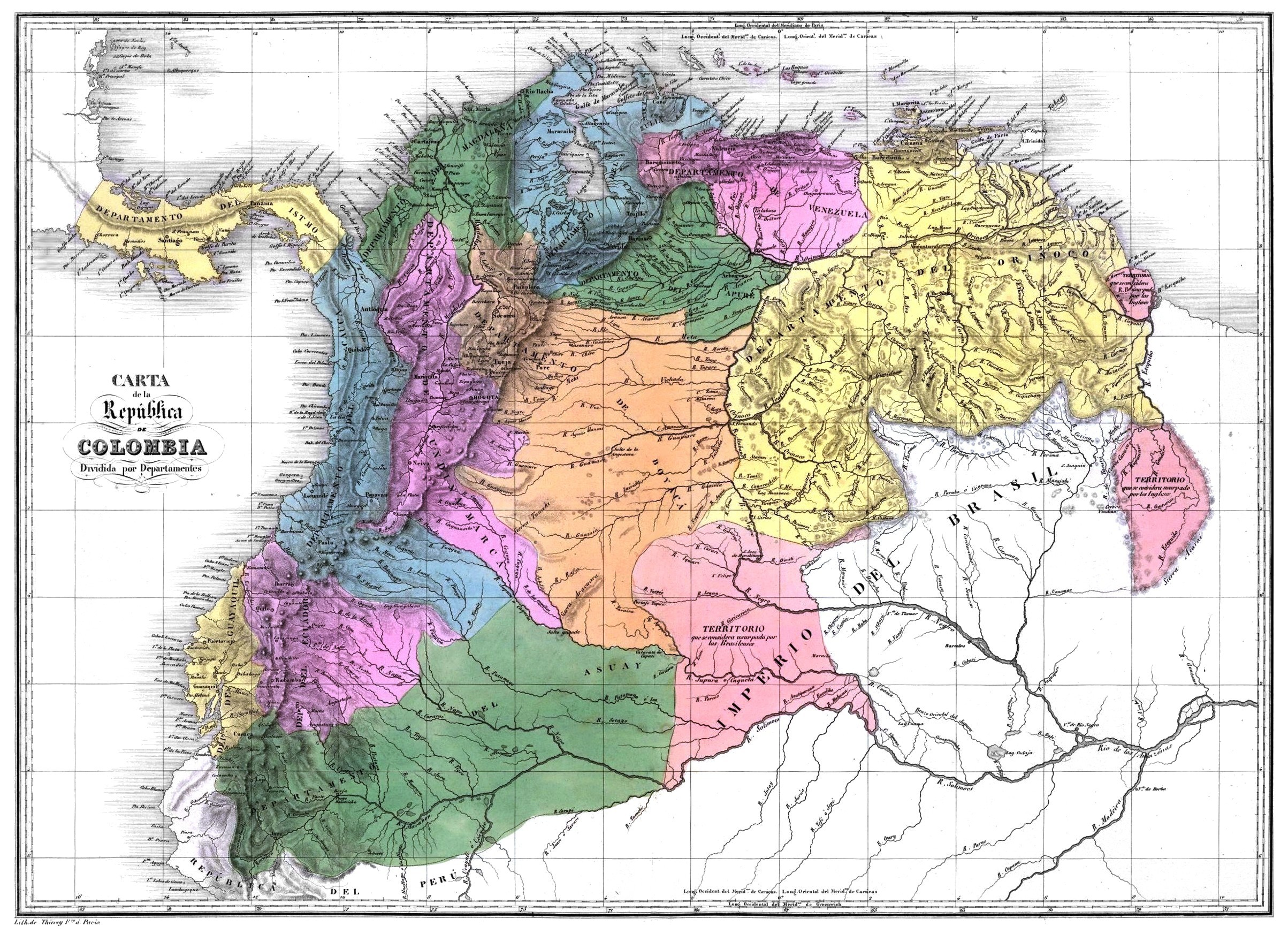
Harta care arată limitele fostei Gran Colombia.

Suveranitatea a fost obținută după ce Simón Bolívar, ajutat de José Antonio Páez și Antonio José de Sucre, au învins în Bătălia de la Carabobo la 24 iunie 1821. Victoria lui José Prudencio Padilla și Rafael Urdaneta din bătălia de la Lacul Maracaibo din 24 iulie 1823 a ajutat la obținerea independenței Venezuelei. Congresul l-a numit pe Bolivar în fruntea armatei, care a eliberat câteva țări și a fondat statul Columbia Mare.
Sucre, câștigând multe bătălii pentru Bolívar, a devenit cel de al doilea președinte al Boliviei. Venezuela a rămas ca parte a Marii Columbii până în 1830, când o rebeliune condusă de Páez a proclamat noua independență a Venezuelei. Páez a devenit primul președinte al noii republici. Pierderile umane din aceste două decenii de războaie se estimează între 1/4-1/3 din toată populația țării (inclusiv, probabil, o jumătate din populația albă), în anul 1830 pierderile fiind estimate la 800 000 persoane.

### Secolul al XIX-lea
Perioada caudilismului și Războiul Federal

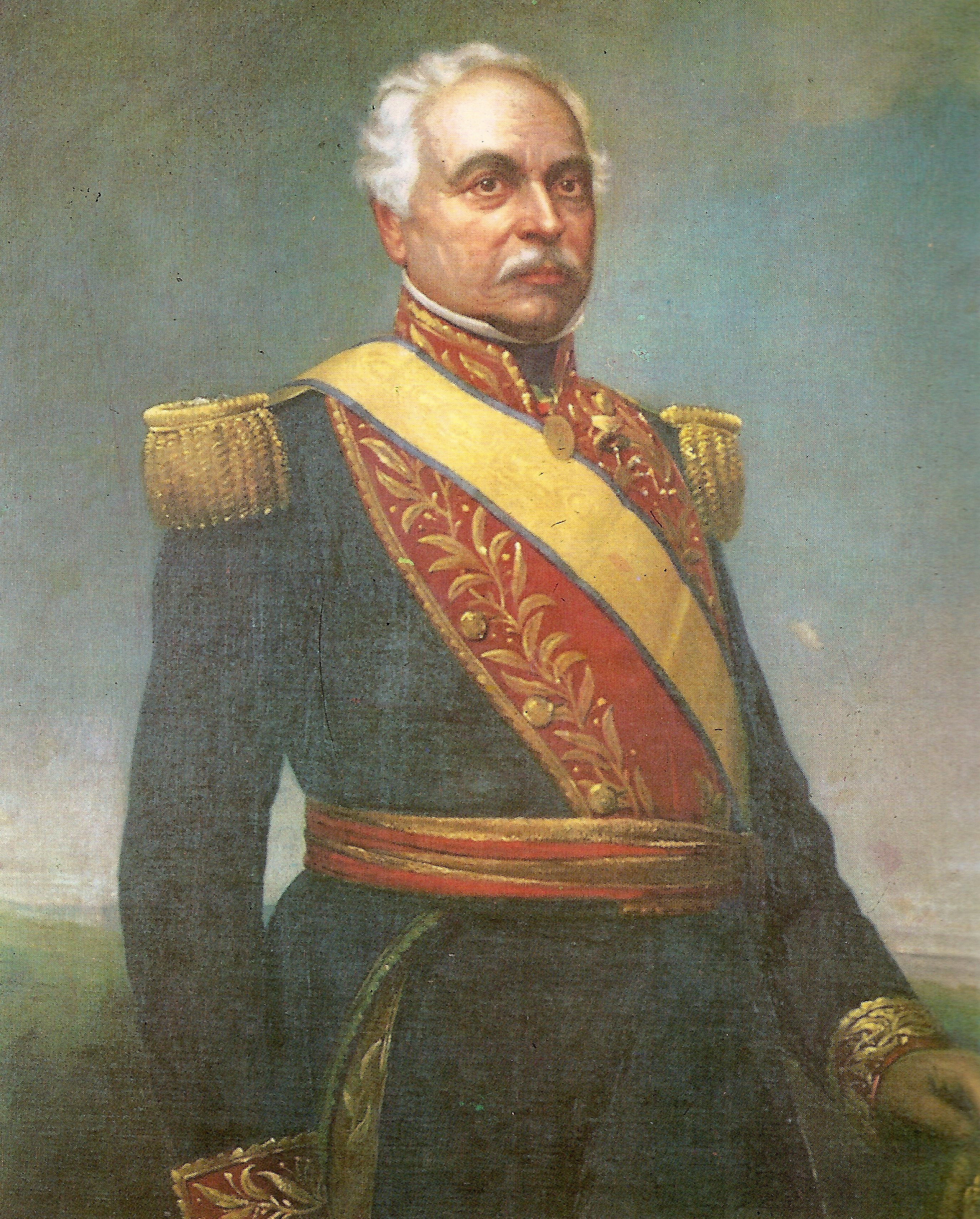
José Antonio Páez.

Marea majoritate a secolului al XIX-lea din Venezuela s-a caracterizat prin tulburări politice și conducerea țării de către dictatori, inclusiv José Antonio Páez, conducătorul luptei pentru independență care a fost președinte trei mandate, timp de unsprezece ani, între anii 1830-1863. Acestea au culminat prin Războiul Federal (1859–1863), un război civil în care și-au pierdut viața sute de mii de persoane. 
În a doua jumătate a secolului al XIX-lea Antonio Guzmán Blanco, un alt caudillo, a fost la conducerea țării timp de treisprezece ani, între 1870 - 1887, cu alți trei președinți intercalați în această perioadă. 
În 1895 lunga dispută cu Regatele Unite pentru teritoriul Guayana Esequiba – pe care Marea Britanie o pretindea ca fiind un teritoriu aparținând Guyana Britanice, dar pe care și Venezuela o revendica – a declanșat Criza din Venezuela din 1895 în care William L. Scruggs, care făcea lobby pentru Venezuela, argumenta că comportamentul britanic viola doctrina Monroe (1823) a SUA. Președintele american Grover Cleveland a adoptat o interpretare largă a doctrinei Monroe, nu numai în interzicerea puterilor Europene de a înființa colonii în Americi, dar a declarat că Americile sunt în sfera de interes a SUA în toate privințele. În cele din urmă britanicii au acceptat arbitrajul SUA, dar în timpul negocierilor au fost în măsură să convingă SUA în marea majoritate a subiectelor. Un tribunal internațional la Paris în 1898 a decis problema și a acordat marea majoritate a teritoriului disputat Guyanei Britanice.
José Gregorio Monagas a fost ales președinte în 1851, iar la data de 24 martie 1854 acesta a proclamat abolirea definitivă a sclaviei.

### Începutul secolului al XX-lea

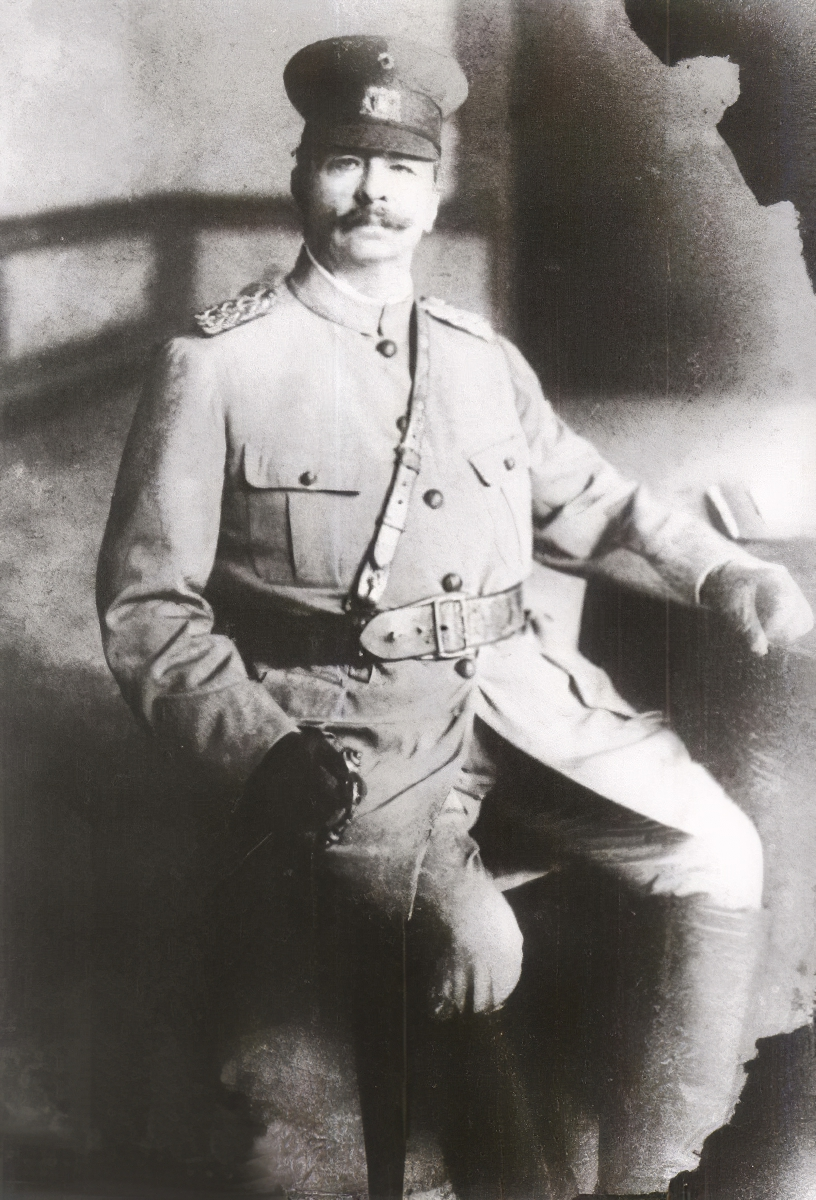
Juan Vicente Gómez a condus Venezuela o perioadă de 27 ani (1908–1935).

În 1899 Cipriano Castro, cu ajutorul prietenului său Juan Vicente Gómez, au pus mâna pe putere în Caracas cu ajutorul armatei.
Castro nu și-a îndeplinit obligațiile sale de a plăti referitoare la datoriile externe considerabile ale Venezuelei și a refuzat să plătească despăgubiri pentru străinii prinși în războaie civile din Venezuela. 
Acest lucru a declanșat Criza din Venezuela 1902-1903, în care Marea Britanie, Germania și Italia au impus o blocadă navală de mai multe luni, până când a fost acceptat arbitrajul internațional al Curții Permanente de Arbitraj din Haga. 
În 1908 a izbucnit Războiul Olandezo-Venezuelan,. Conflictul a fost soluționat atunci când Castro a plecat pentru tratament medical în Germania și a fost răsturnat de la putere de Juan Vicente Gómez.
Descoperirea unei rezerve masive de petrol în Lacul Maracaibo în Primul Război Mondial s-a dovedit crucială pentru economia Venezuelei, care s-a transformat dintr-o țară cu o economie care depindea foarte puternic de exporturi agricole într-o țară exportatoare de petrol, ridicând PIB-ul pe cap de locuitor al Venezuelei, astfel ca în 1935 acesta a fost cel mai mare în America Latină. 
Gómez a profitat din plin de această situație, centralizând conducerea Venezuelei și întărindu-și poziția și autoritatea. Gómez a rămas cel mai puternic om al țării până la moartea sa din 1935.
Sistemul dictatorial gomecist a continuat și după moartea sa, continuat fiind de Eleazar López Contreras, dar din 1941, sub conducerea lui Isaías Medina Angarita dictatura s-a relaxat și s-au implementat reforme, incluzând legalizarea tuturor partidelor politice.
După cel de-al Doilea Război Mondial, globalizarea și puternica imigrație din sudul Europei (în principal din Spania, Italia, Portugalia și Franța), precum și din țările mai sărace din America Latină, au marcat diversificarea societății venezuelane.
În 1945 o lovitură militară l-a răsturnat pe Medina Angarita și a urmat o perioadă de trei ani de democrație sub conducerea Acțiunii Democratice conduse inițial de Rómulo Betancourt, până când Rómulo Gallegos a câștigat alegerile prezidențiale din 1947 (opinia generală este că aceste alegeri au fost primele alegeri libere și corecte din Venezuela).
Gallegos a guvernat țara până la răsturnarea sa de o juntă militară condusă de Marcos Pérez Jiménez și Ministrul Apărării Carlos Delgado Chalbaud în lovitura de stat din Venezuela din 1948. Pérez Jiménez a fost cel mai puternic om din juntă (deși Chalbaud a fost numit președinte), fiind suspectat că a fost în spatele morții lui Chalbaud, care a murit după ce a fost răpit în 1950. Atunci când junta a pierdut neașteptat alegerile prezidențiale din 1952 din Venezuela, acesta a ignorat rezultatele iar Perez Jimenez s-a instalat ca președinte, unde a rămas în funcție până în 1958.

### Perioada democratică (1958-până în prezent)

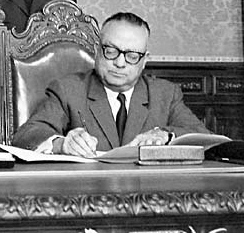
Rómulo Betancourt (Președinte 1945-1948/1959-1964), unul dintre cei mai importanți activiști ai democrației din Venezuela.

Dictatorul militar Pérez Jiménez a fost forțat la 23 ianuarie 1958 să demisioneze.
Într-un efort de a consolida tânăra democrație, principalele partide politice (cu excepția notabilă a Partidul Comunist din Venezuela) au semnat Pactul Punto Fijo. Acțiunea Democratică și COPEI a dominat apoi peisajul politic pentru patru decenii. În 1960 au fost mișcări de gherilă substanțiale, inclusiv cele ale Forțelor Armate de Eliberare Națională și ale Mișcării Revoluționare de stânga, care în același an s-au desprins din Acțiunea Democratică. Cele mai multe dintre aceste mișcări au depus armele sub președinția lui Rafael Caldera (1969-1974). Caldera a câștigat alegerile prezidențiale din Venezuela din 1968 pentru COPEI, fiind prima dată când un alt partid câștiga alegerile libere în afara Acțiunii Democratice.
Alegerea lui Carlos Andrés Pérez din 1973 a coincis cu criza petrolului din 1973 care a determinat o creștere semnificativă a veniturilor Venezuelei (resursele petroliere au fost naționalizate în 1973).
Acest fapt a determinat cheltuieli publice masive, dar și creșterea datoriilor străine, care a continuat până în anii 1980, când prețul petrolului s-a prăbușit, dând o lovitură dură economiei Venezuelene.
În februarie 1983, când guvernul a început să devalorizeze moneda națională pentru a face față obligațiilor sale financiare, standardul de viață a locuitorilor a scăzut dramatic. Un număr de politici economice nereușite și corupția la nivel înalt au dus la creșterea sărăciei și a criminalității, înrăutățirea indicatorilor sociali și la creșterea instabilității politice.
Corupția a rămas o problemă, în 2009 Venezuela a fost trecută pe ultimele locuri din Indexul de Percepție a Corupției.

Criza economică din anii 1980 și 1990 a dus la o criză politică, care a determinat moartea a sute de oameni în revoltele din Caracazo din 1989, tentativa de lovitură de stat din 1992  și demiterea în 1993 a președintelui Carlos Andrés Pérez (reales în 1988) pentru corupție. Liderul loviturii de stat, Hugo Chavez, a fost grațiat în martie 1994 de președintele Rafael Caldera și lăsat cu drepturi politice intacte. 
O prăbușire a încrederii în partidele existente l-a propulsat pe Chavez câștigător al alegerilor prezidențiale din Venezuela din 1998 și a favorizat lansarea ulterioară a unei „Revoluții Bolivariene”, care a început cu Adunarea constituantă din 1999, formată pentru a concepe o nouă Constituție pentru Venezuela.
În 2002 au început protestele masive împotriva lui Chavez. În același an, după o demonstrație masivă în Caracas, un grup de lunetiști au deschis focul asupra demonstranților, fapt care a declanșat controverse asupra obiectivelor atacului, existând două versiuni până în prezent. De asemenea, urmașii de guvernământ au fost uciși. În aprilie 2002 Chávez a fost îndepărtat de la putere după o încercare de lovitură de stat, dar cu ajutorul unei demonstrații populare și sprijinit și de forțe ale armatei, a fost reinstaurat în funcție.
Chávez a rămas în funcție și după greva generală din decembrie 2002 – februarie 2003 (grevă care a inclus și compania petrolieră de stat), precum și după referendumul din august 2004. Chávez a fost reales pentru un nou mandat prezidențial la alegerile prezidențiale din decembrie 2006.
În noiembrie 2008 au avut loc alegerile regionale, în care Partidul Socialist Unit din Venezuela a câștigat 17 din cele 22 de guvernorate disputate. Opoziția a câștigat între timp guvernarea a cinci din cele opt state dintre cele mai populate din Venezuela. În februarie 2009, un nou referendum a avut loc la o propunere de amendament făcută de către Hugo Chavez, care ar putea ridica limitele realegerii pentru toate funcțiile, inclusiv cea de președinte al Republicii, amendament care a fost aprobat de către electorat.

## Geografie

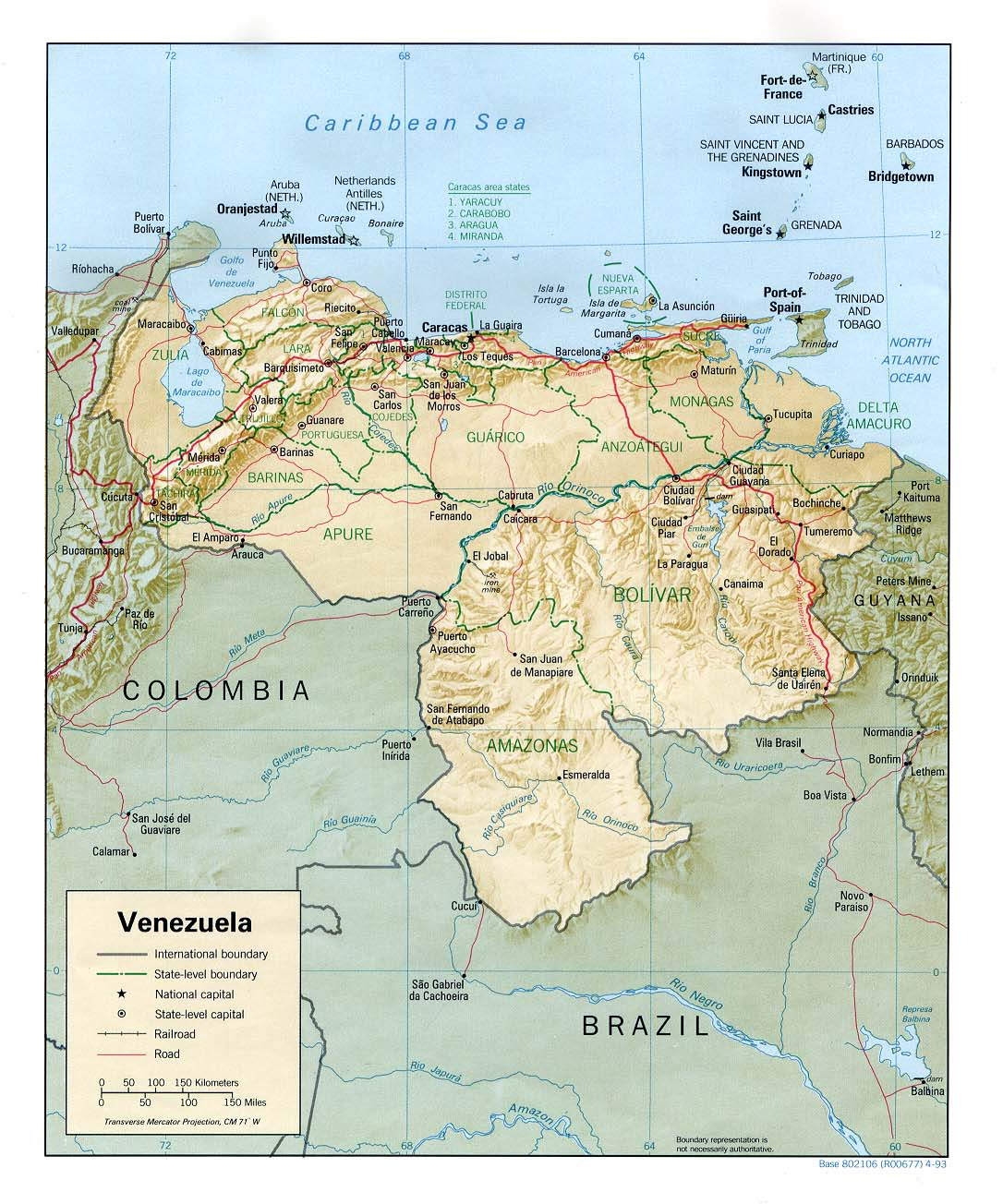
Venezuela

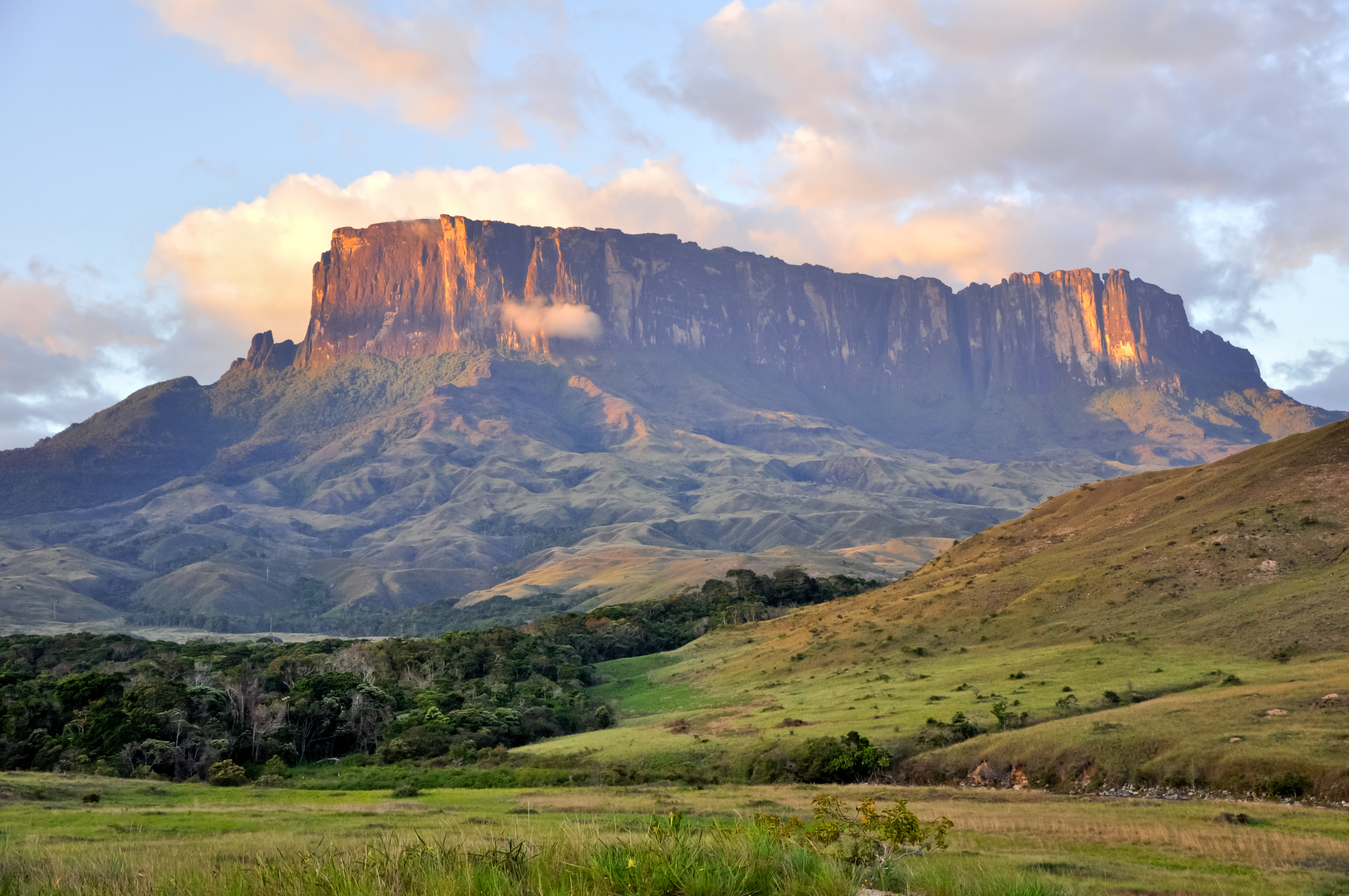
Tepui-ul Kukenan.

Venezuela se află în America de Sud, având o suprafață totală de 916 445 km² și fiind a 33-a țară după suprafața în lume și a șasea în America de Sud. Din suprafața totală 882.050 km² sunt terenuri, iar suprafața acoperită de apele interioare este de 30.000 km². Ca poziție Venezuela se află în nordul Americii de Sud, pe țărmul Oceanului Atlantic. Se învecinează la vest cu Columbia, la sud cu Brazilia și la est cu Guyana.
Lungimea totală a frontierelor țării este 4.993 km. Lungimile frontierelor cu vecinii sunt următoarele:
- Brazilia- 2.200 km
- Columbia- 2.050 km
- Guyana- 2.200 km

### Relief
Venezuela se delimitează în șase regiuni geografice:
- Podișul Guyanelor
- Câmpia Orinoco
- munții Anzi
- Bazinul Maracaibo
- Insulele din apele teritoriale ale Venezuelei
- Delta Orinoco

În nordul țării se găsesc munții Anzi. Cel mai înalt punct al țării este Pico Bolívar (4.978 m).
Golful Barcelona împarte lanțul muntos de pe țărm în două părți: în est munții Cumanai, iar în vest munții Caraibe. În munții Caraibe se găsesc mai multe bazine, dintre care cea mai întins este bazinul Valencia.
La nord de Anzi pe țărm se găsesc lagunele bazinului Maracaibo din golful Maracaibo.
Partea sudică este formată din munții de 2000 metri ai podișului Guyanelor. Orinoco înconjoară larg Podișul Guyanelor delimitând complet partea de sud și sud-est a Venezuelei. 
O formațiune muntoasă tipică Venezuelei sunt așa-numiții tepui, formațiuni în general din gresie care se înalță vertical din platouri cu suprafața plană de tip mesa. Se presupune că aceste formațiuni ar fi reminescențele unui podiș antic erodat de precipitații timp de milioane de ani.
Râul cu cel mai mare debit: Orinoco (2.900 km). 
Alte râuri importante: Río Negro (2.253 km), Caroní, și Apure.
Cea mai înaltă cascadă de pe Pământ: Cascada Angel de 979 m de pe râul Churun.
Cele mai mari lacuri: Maracaibo (12.950 km²) și Lacul Valencia (325 km²).
În Venezuela există aproximativ 105 arii protejate, care acoperă aproximativ 26% din suprafața continentală, marină și insulară a țării.

### Hidrografie
Venezuela este împărțită în trei bazin hidrografic: a Mării Caraibelor, Oceanului Atlantic și a lacului Valencia, care este un bazin endoreic.

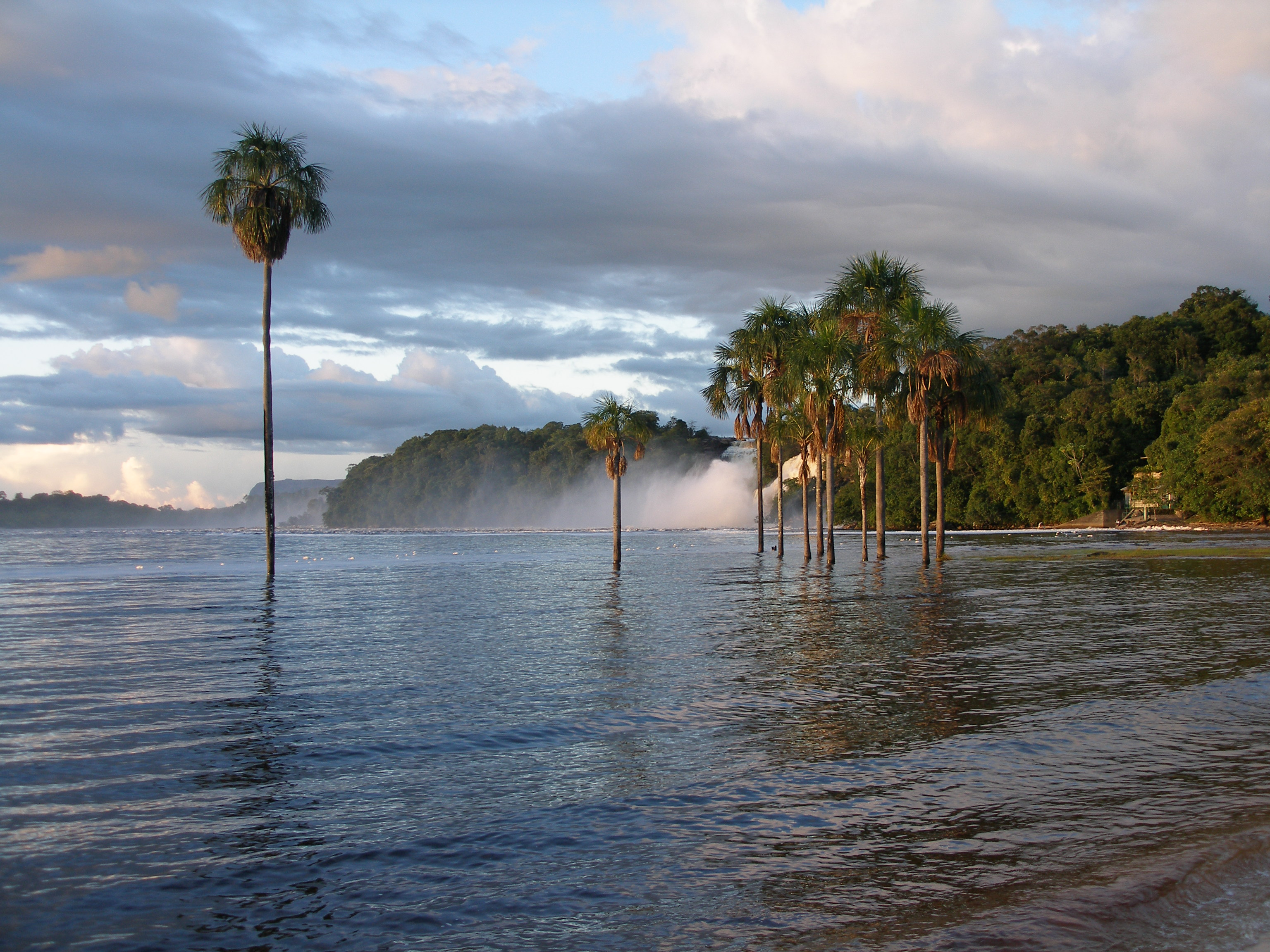
Parcul Național Canaima, Patrimoniul Mondial UNESCO.

Cele mai multe râuri din Venezuela se scurg în bazinul Atlantic. Cel mai mare bazin din această zonă este cel al râului Orinoco, a cărui suprafață este de circa un milion de km², fiind cel mai mare din Venezuela, deși doar 65% din apele lui se află pe teritoriul țării. Dimensiunea bazinului, similar cu cel al Dunării, face ca el să fie al treilea ca mărime din America de Sud, debitul lui fiind de aproximativ 33 de milioane m³/s, ceea ce-l clasează pe locul al treilea în lume, fiind una dintre cele mai valoroase resurse naturale regenerabile din regiune. Printre alte râuri din Venezuela care se varsă în Oceanul Atlantic se numără râurile San Juan și Cuyuni. Mai există și fluviului Amazon, în care se revarsă râul Guainia, Rio Negro și multe alte râuri mai mici. Acolo se află și bazinul golfului Paria și al râului Esequibo.
Al doilea bazin hidrografic important este cel al Mării Caraibelor. Râurile din această regiune au, de obicei, un curs scurt și flux redus și neregulat, excepții fiind râul Catatumbo, care se revarsă din Columbia și fluxul bazinul lacului Maracaibo. Printre râurile care se scurg în bazinul lacului Maracaibo se numără râul Chama, Escalante, Catatumbo, Escalante, Catatumbo, precum și râurile mici ca Tocuyo, Yaracuy, Neverí și Manzanares.
Un minim de apă acumulează bazinul hidrografic al lacului Valencia. Lungimea totală navigabilă a râurilor este de 5400 km. Alte râuri demne de menționat sunt: râul Apure, Arauca, Caura, Meta, Barima, Portuguesa, Ventuari și Zulia.

### Climă
Aflându-se la tropice, Venezuela dispune de o climă caldă și ploioasă, în general, având doar două anotimpuri: un sezon secetos, care durează din octombrie până în martie și un sezon ploios durând din aprilie până în septembrie. Din cauza reliefului, a vânturilor și a mării, există și diferențe climatice. Latitudinea are o mică importanță în modelarea climei, climatul se schimbându-se considerabil în funcție de altitudine, în special temperatura, care atinge valori foarte diferite.

### Floră și faună

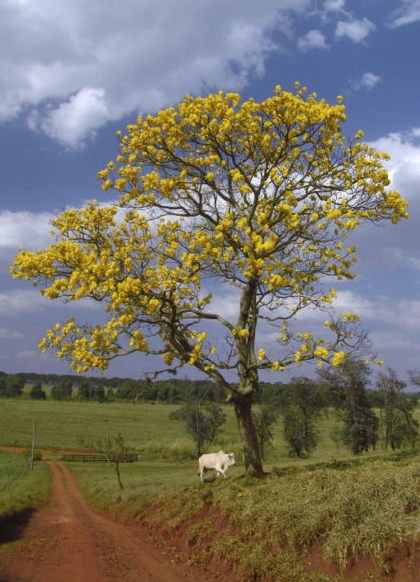
Tabebuia chrysantha, copacul național al Venezuelei.

Porțiuni mari ale țării au fost inițial acoperite de păduri umede de foioase. 
Venezuela este una din cele șaptesprezece țări cu faună megadiversă. Habitatul Venezuelei se întinde din munții Anzi din vest până în pădurile tropicale din bazinul Amazonului din sud prin extinselor llanos (câmpii) și delta fluviului Orinoco din vest. Acestea includ deșerturi, zone cu tufișuri rezistente la secetă, iar în nord-vestul extrem și în zona de coastă pădurile de mangrove cu rădăcinile în apă. Pădurile tropicale sunt deosebit de bogate.

#### Floră
Printre plantele Venezuelei se numără 25 000 specii de orhidee care se găsesc în ecosistemele pădurilor tropicale și aproximativ 3 900 specii de ciuperci, din care 1 334 endemice, dar se estimează că sunt mult mai multe, deoarece este general acceptată ideea că în lumea întreagă doar 7% din speciile de ciuperci au fost descoperite.
Bogăția frunzișului galben al copacului național al Venezuelei, Tabebuia chrysantha după sezonul ploios l-a inspirat pe romancierul Rómulo Gallegos să-l numească [l]a primavera de oro de los araguaneyes (primăvara aurie a tabebuiei).
Aproximativ 38% din cele 21 000 specii de plante din Venezuela se găsesc doar în această țară.

#### Faună
Fauna este diversă și include 2 120 specii de vertebrate terestre (din care 306 specii endemice) și 1000 acvatice (14 endemice). Printre speciile endemice se numără lamantini, delfin de Amazon și crocodilul de Orinoco, care pot ajunge până la lungimea de 6,6m. Venezuela găzduiește un total de 1 417 de specii de păsări, 48 dintre care sunt endemice.
Fauna aviară este reprezentată de 1 300 specii dintrre care 46 sunt specii endemice și 120 sunt păsări migratoare.
Specii importante de păsări includ ibiși, vulturi pescari, pescărași și trupialul galben-portocaliu, pasărea națională a Venezuelei. 
Printre mamiferele notabile se numără furnicarul uriaș, jaguarul și capibara, cea mai mare rozătoare din lume. Mai mult de jumătate dintre speciile de păsări și mamifere din Venezuela se găsesc în pădurile amazoniene, la sud de fluviul Orinoco.
Se găsesc de asemenea și 254 specii de reptile.
Printre speciile amenințate sunt: jaguarul, ursul cu ochelari, condorul, lamantinul și Spinus cucullatus.
| Fauna Venezuelei în imagini |                       |                      |                    |
|                             |                       |                      |                    |
| Jaguarul                    | Furnicarul            | Cerbul cu coadă albă | Delfinul de Amazon |
|                             |                       |                      |                    |
| Lamantinul                  | Crocodilul de Orinoco | Pescărașul           | Capibara           |
|                             |                       |                      |                    |
| Ursul cu ochelari           | Icterus icterus       | Condorul andin       | Vidră uriașă       |

## Economie
Venezuela are o economie de piață a cărei bază este extracția și rafinarea petrolului pentru export și consumul intern. Acesta este a patra mare economie din America Latină, după Brazilia, Mexic și Argentina cu PIB (nominal) și al cincea după PIB (PPP), a patra fiind Columbia.
| Export către                                                                           | Export către | Import din                 | Import din |
| Țară                                                                                   | Procent      | Țară                       | Procent    |
| -------------------------------------------------------------------------------------- | ------------ | -------------------------- | ---------- |
| Statele Unite ale Americii                                                             | 28,50%       | Statele Unite ale Americii | 30,60%     |
| China                                                                                  | 17,10%       | China                      | 11,00%     |
| Columbia                                                                               | 8,90%        | Brazilia                   | 9,40%      |
| Mexic                                                                                  | 6,20%        | Columbia                   | 4,60%      |
| Țările de Jos                                                                          | 5,20%        | Mexic                      | 4,40%      |
| Belgia                                                                                 | 4,70%        | Germania                   | 4,00%      |
| Brazilia                                                                               | 4,60%        | Ecuador                    | 2,70%      |
| Italia                                                                                 | 2,00%        | Argentina                  | 2,70%      |
| Alte țări                                                                              | 22,80%       | Alte țări                  | 30,60%     |
| Sursă: Institutul Național de Statistică din Venezuela(INE), 2008 / CIA World Factbook |              |                            |            |

De-a lungul secolului XX, economia Venezuelei s-a aflat în postura de cea mai prosperă din regiune din cauza descoperirii și exploatării zăcămintelor de petrol care a început în mijlocul secolului. În același timp, moneda țării a fost una dintre cele mai apreciate din regiune față de dolar, dar scăderea resurselor deținute de țară din anii 1980 a cauzat o recesiune gravă și probleme financiare. În ultimii ani, după numeroase conflicte politice și sociale, economia țării a revenit în mod semnificativ, având o creștere de 17% în anul 2004, una dintre cele mai ridicate din lume, potrivit Fondului Monetar Internațional. La sfârșitul anului 2007 creșterea economică a fost de 8,8%, iar în anul 2008 creșterea Produsului Intern Brut a fost de 4%. Când riscul a trecut, țara s-a plasat cu 987 de puncte în iulie 2009, au declarat oficialii. Rata șomajului pentru luna iunie 2009 a fost de 7,9%. Cu toate acestea, rata de inflație pentru 2008 a fost de 30,9%, cea mai mare din America Latină. Venezuela are, de asemenea, multe filiale petroliere cum ar fi Petroleos de Venezuela și Citgo.
O parte a economiei venezuelene depinde de remitențe.
Principalii săi parteneri comerciali sunt Statele Unite, Columbia, Olanda, Mexic, Ecuador și Brazilia. A crescut, de asemenea, comerțul cu țările membre ale Comunității Andine, CARICOM, Piața Comună a Americii Centrale și Mercosur.
Statistici:
PIB: 346,973 miliarde USD din care: agricultura 5%, industria 51,6%, serviciile: 43,4%.
PIB pe cap de locuitor: 11.889 USD
- Forță de muncă: 12,31 milioane persoane (date estimative din 2005).
- Salariul minim pe economie: 1.548 bolivari (360 USD) (date din septembrie 2011) cu săptămână de lucru de 40 de ore
- Rezerve internaționale: 27.450 milioane USD (decembrie 2011).

Venezuela deține importante rezerve de petrol și face parte din OPEC. Prețul benzinei în Venezuela este de 4 cenți (0,04 USD) / litru  (mai 2008) și 0.05 (martie 2012).
În anul 2006, Venezuela era pe locul al optulea în topul celor mai mari producători mondiali de petrol și numărul cinci în topul celor mai mari exportatori de țiței, cu o producție estimată la 3,2 milioane barili pe zi. Din această producție, 1,5 milioane barili de petrol pe zi erau exportați către Statele Unite și 150 000 de barili pe zi către China.

### Agricultură

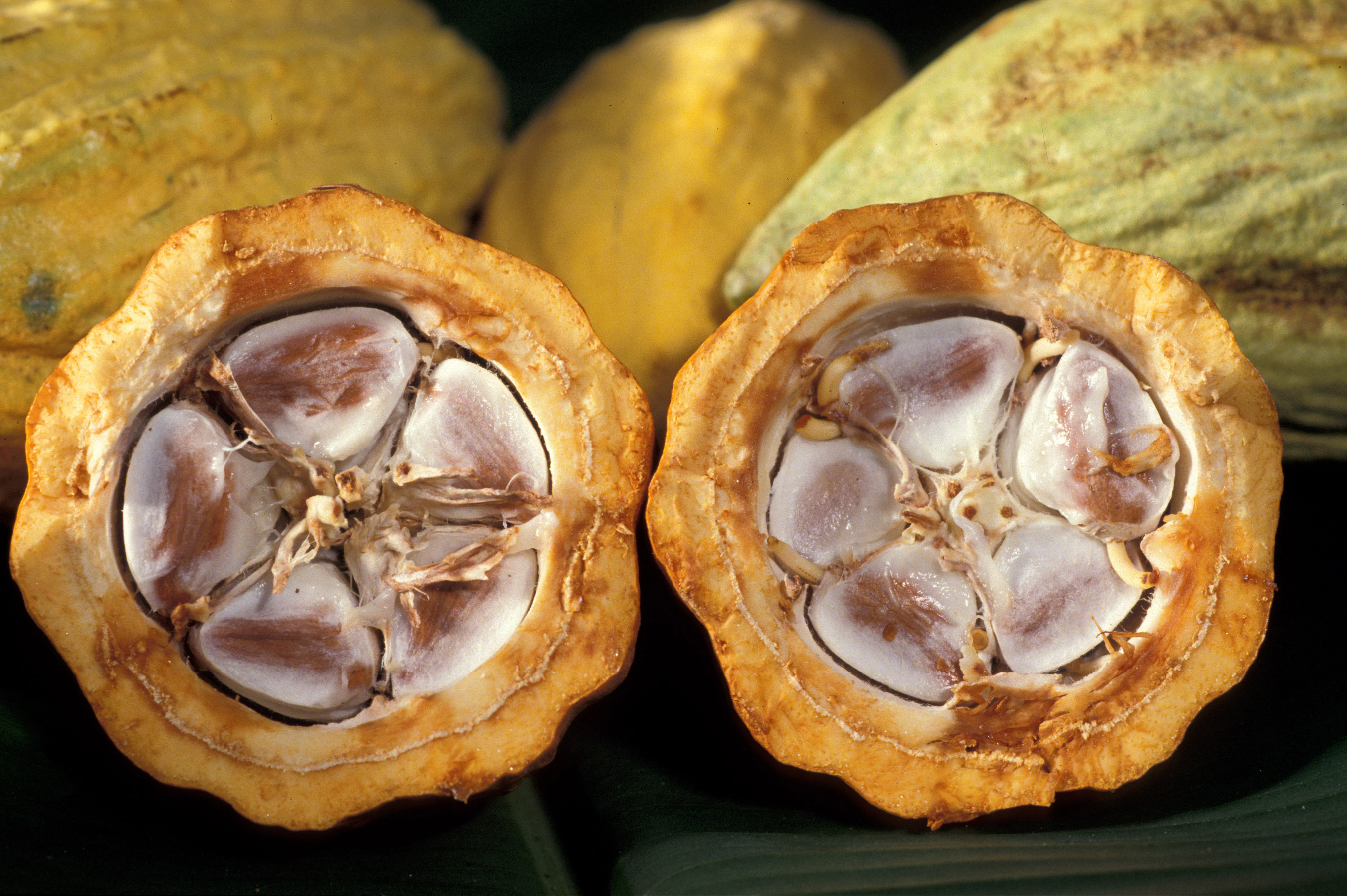
Cacao, unul din produsele principale de export.

Agricultura este reprezentată în principal de cultivarea următoarelor plante: cacao, tutun, cafea, banane și trestie de zahăr. În câmpiile întinse ale Venezuelei se cresc bovine și capre.
Conform datelor din 2003, 11% din populația activă se ocupa cu agricultură (cu 4% mai puțin decât în 1990), iar agricultura contribuia cu 5% la PIB.
În ultimii ani s-a mecanizat cultivarea unor plante ca:
porumb, orez, sorg, susan, arahida, floarea-soarelui și bumbac.

### Industrie
Venezuela este o țară foarte industrializată, cca 51,6% (2003) din produsul intern brut (PIB) provenind din industrie. De la mijlocul secolului al XX-lea manufactura a devenit la fel de prioritară. Principalele produse ale industriilor din Venezuela sunt cele de petrol, oțel, aluminiu, îngrășăminte, ciment, pneuri și construcția de mașini. De asemenea, este importantă și industria de prelucrare a produselor alimentare, băuturilor, textilă, îmbrăcăminte, încălțăminte, plastic și lemn. Datele de la INE pentru anul 2004 au arătat că 322,907 de persoane din populația țării lucrau în industrie. Cele mai industrializate zone sunt cele de lângă capitală și centrul regiunii. La finele secolului XX, industria s-a consolidat și în alte regiuni, cum ar fi Centrul Occidental (vest), Zulia, Anzii și Guayana.

### Resurse naturale

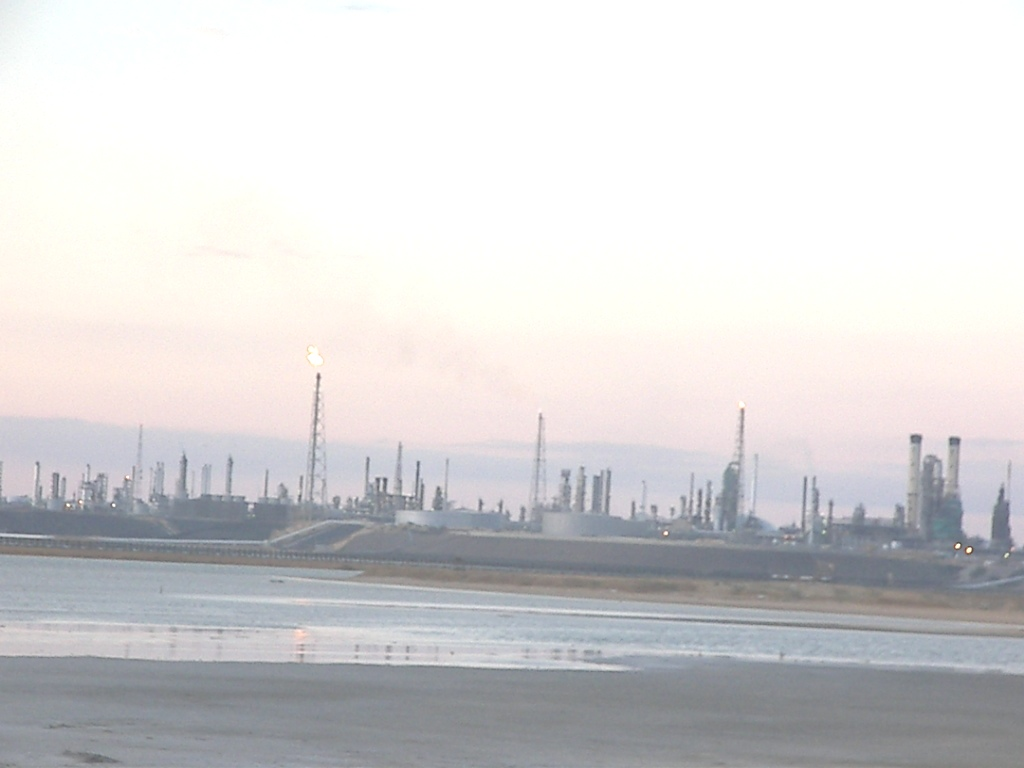
Centrul de Rafinare din Paraguaná, este cel mai mare complex de petrol din lume.

Mai multe studii arată că Venezuela are cele mai mari rezerve de hidrocarburi de pe planetă, având în vedere depozitele de nisipuri bituminoase în ulei în râul Orinoco. În total, țara ar putea ajunge la cifra de 513 de miliarde de barili de petrol extras, de două ori mai mult ca în Arabia Saudită, potrivit unui studiu efectuat de Serviciul de prospectare geologică al Statelor Unite (USGS). Rezervele de țiței din afara râului Orinoco au atins în anul 2005 o magnitudine de 80.582 milioane de barili.
Resursele naturale regenerabile din Venezuela sunt reprezentate de păduri și pești. La fel de importantă este și apa râurilor care e utilizată pentru generarea de energie electrică și de resurse biotice, mărindu-se numărul terenurilor agricole. Printre resurse neregenerabile sunt cele de petrol, gaze naturale, fier, bauxită, cărbuni, aur, diamante, și altele.
În Venezuela există rezerve imense de gaze naturale. S-au mai găsit niște rezerve în regiunea de nord-est a țării. Atât pe continent cât și în larg, sunt mai mult de 4.1 miliarde de m³ de gaze naturale, datorită cărora Venezuela se află pe locul nouă în lume.
În Venezuela există peste 150 de clase de minerale. Cele mai importante sunt mineralele de fier, bauxita, aur, diamant, fosfat, cupru, nichel, plumb, zinc, sare, gips și calcar. În Guayana Venezueleană există rezerve mari de fier și bauxită, precum și depozitele de diamante și aur. Rezervele de aur și diamante din Venezuela reprezintă aproximativ 10% din rezervele mondiale cunoscute.
Venezuela protejează 62,9% (2007) din teritoriul său, ceea ce constituie cel mai mare procent dintre țările din America. Vecinii ei - Columbia, Brazilia și Guyana - protejează doar 31,7%, 18,5% și respectiv 2,2%. În ciuda acestor măsuri de protecție, în Venezuela se pierde o mare parte din pădurile ei tropicale foarte valoroase. Între anii 1990 și 1995, s-au defrișat mai mult de 2,5 milioane de hectare de pădure.

### Comerț
- Produse principale de export: petrol, bauxită, aluminiu, oțel, produse chimice, produse agricole, produse industriale de bază;[38]
- Produse principale de import: materii prime, mașini, echipamente, mijloace de transport, materiale de construcții;[38]
- Parteneri comerciali principali: SUA, China, Columbia, Brazilia, Olanda, Mexic, Belgia, Italia, Japonia, Germania.[38]

### Turism

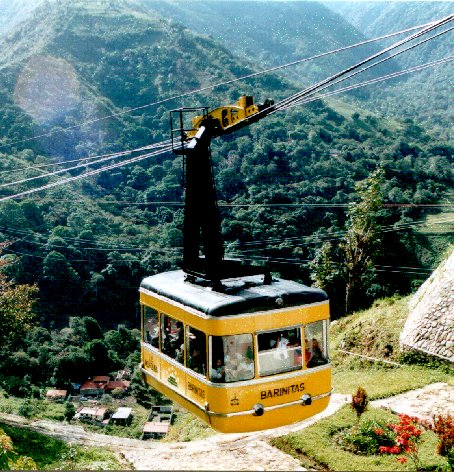
Telecabina Mérida este cea mai mare din lume și cea mai lungă dupa cea din Norsjö, Suedia.

Turismul din Venezuela este o industrie în plină dezvoltare, favorizată de mediul natural nemaipomenit pe care-l posedă țara. Creșterea numărului de aeroporturi a dus la venirea turiștilor străini, mai ales din Europa, în 2008 Venezuela fiind vizitată de 301.579 de europeni, urmați de turiștii din America de Sud (227.105), America de Nord (130.,\257), Caraibe (39.480), Asia (15.912), America Centrală (11.377) și Orientul Mijlociu (10.100). Turismul a cunoscut un declin din cauza instabilității politice din ultimii ani. Potrivit Ministerului puterii populare pentru Turism (MPPT), în anul 2003 în Venezuela au venit 435.421 turiști, cu 47% mai puțini decât în 1998. Cu toate acestea, în 2008 țara a fost vizitată de 856.810 de turiști străini.
În ceea ce privește turismul intern, datele MPPT ne arată că venezuelenii preferă să se mute în diverse destinații de pe teritoriul țări în perioada de vacanță, de Paște și în timpul carnavalului, care a avut între 12,6 și 13,1 milioane de turiști în anul 2007. Ei mai călătoresc prin țară și cu ocazia sărbătorilor de Crăciun și Anul Nou. Principalul motiv al călătoriilor prin țără pe tot parcursul anului, conform statisticilor, este faptul că mulți locuitori se duc în vizită la rude, prieteni, etc. Restul călătoriilor ei le fac din dorința de a se odihni în vacanță sau din motive profesionale și de afaceri.

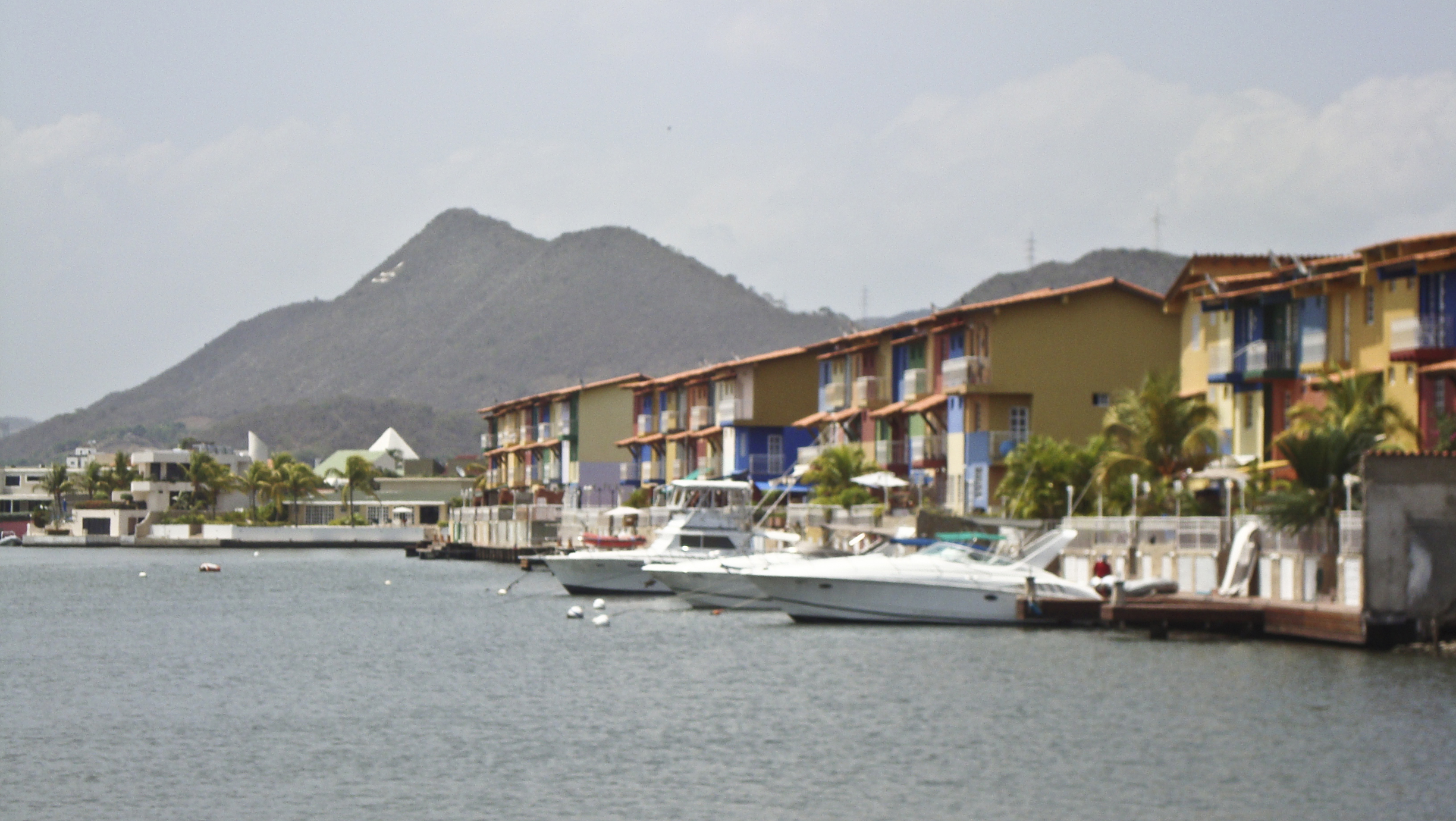
Lechería, Anzoátegui.

Toate regiunile naturale din Venezuela posedă multe atracții turistice. Având în vedere dezvoltarea industriei turismului, insula Margarita este un loc foarte căutat de turiștii care au nevoie de câteva zile de recreere, fiind apreciată pentru plajele sale, climat și cultură. Se evedențiază, de asemenea arhipelagul Los Roques și Parcul Național Morrocoy. În pădurile tropicale din Amazon locuiesc triburi indigene care atrag interesul turiștilor și pe lângă aceasta acolo se găsesc multe atracții naturale deosebite, printre ele se numără Cascada Angel și muntele tepui, în același timp popularitatea rezervației naturale Gran Sabana este în creștere.
Parcurile naționale Los Médanos de Coro și El Guácharo trezesc de asemea interesul turiștilor, prin unicitatea lor. Regiunea andină, este de asemenea atractivă datorită climei sale blânde și a peisajelor pitorești. Aici se află Vârful Bolívar (Pico Bolívar), Telecabina Mérida, și Sierra Nevada. Destinațiile urbane sunt de asemenea profitabile, mai ales că în centrul istoric al fiecărui oraș mereu se adună un număr mare de turiști, Caracas este cel mai vizitat oraș, fiind vizitat de circa 231 000 de turiști internaționali în anul 2008.
Venezuela este o țară interesantă pentru turiști datorită dezvoltarii în special a ecoturismului și a turismului de aventură, principalele destinații turistice fiind Parcul Național Canaima, regiunea Los Llanos (care are o biodiversitate luxuriantă), statul Amazonas, și insula nelocuită Tortuga. Datorită costurilor reduse pentru transport, având în vedere prețul scăzut al benzinei în Venezuela, crește numărul turiștilor. Ecoturismul este recomandat pentru vizitatori care sunt în căutare senzațiilor „tari” de risc și aventură.

## Ora locală
Pe fondul crizei economice acute prin care trece țara, pentru a economisi electricitate, președintele Nicolas Maduro a luat decizia ca de la 1 mai 2016 în Venezuela să fie date ceasurile cu 30 de minute înainte, revenind astfel la fusul orar pe care țara îl avea până la 9 decembrie 2007, când președintele de atunci, defunctul Hugo Chavez (1999-2013), a decis să treacă la -04H30 GMT.

## Politică

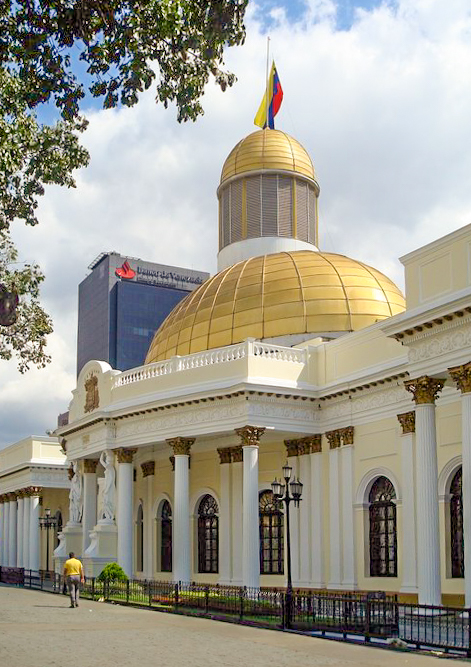
Palatul legislativ federal, sediul Parlamentului din 1873.

Constituția actuală a Republicii Bolivariene a Venezuelei, adoptată în cadrul unui referendum constituțional național pe data de 15 decembrie 1999 și promulgată de către Adunarea Constituantă Națională pe 20 decembrie în același an, prevede că Venezuela este un stat social de drept și justiție, democratic și federal.

### Guvernul federal
Reședința guvernului național se află în Caracas, capitala statului Distrito Capital deoarece, conform Constituției, acesta este sediul organelor guvernului național. Administrația publică trebuie să se bazeze pe principii de onestitate, de participare, viteză, eficacitate, eficiență, transparență, răspundere și responsabilitate, în conformitate cu Articolul 141. După aceleași principii sunt formate și instituțiile statului sau agențiile guvernamentale cu competențe naționale, puterea fiind împărțită, în conformitate cu constituția, în cinci ramuri, independente și autonome:
- Puterea legislativă — exercitată de către Adunarea Națională.
- Puterea executivă — reprezentată de președinte, vicepreședinte și Cabinetul de Miniștri.
- Puterea judiciară — exercitată de către Curtea Supremă de Justiție.
- Puterea cetățeanului — exercitată de către Procurorul General, Biroul Controlorul General și Avocatul Poporului.
- Puterea electorală — exercitată prin intermediul Consiliului Electoral Național.

### Politica externă
Politica externă a Venezuelei a variat în funcție de natura guvernului său. Din primii ani ca o națiune independentă, țara a suferit o lungă perioadă de turbulențe interne. Nu a putut delimita o anumită politică externă, dar s-a axat pe delimitarea frontierelor. În secolul al XX-lea, a avut relații dificile cu puteri europene și cu Statele Unite din cauza datoriilor externe. Ea a rămas neutră în primii ani ai celui de-al Doilea Război Mondial, iar spre sfârșitul războiului a trecut de partea Aliaților. În anii '50 ai secolului XX, Venezuela a păstrat legături strânse cu dictaturile existente în America Latină și cu Statele Unite ale Americii. Restaurarea sistemului democratic de guvernare în anul 1958 a generat schimbări semnificative în politica externă a Venezuelei, acestea fiind încadrate în Constituția din 1961, schimbările luând forma a trei reguli de bază: democrație, petrol și prezența internațională activă. Pe timpul doctrinei Betancourt, în Venezuela au existat doar guverne democratice. În 1980, împreună cu alte țări, Venezuela a aderat la Grupul Contadora, al cărui scop era să oprească conflictele militare din America Centrală.
În conformitate cu Articolul 153 din Constituție, Venezuela are ca scop să promoveze integrarea în America Latină și Caraibe, favorizând relațiile cu America Latină. În ultimii ani, guvernul venezuelean a abordat guvernele de stânga și anti-imperialiste, în timp ce relațiile diplomatice cu Columbia, Mexic și Statele Unite s-au înrăutățit, dar fără a afecta în mod semnificativ relațiile comerciale care predominau. Venezuela a fost membră a Consiliului de Securitate al ONU de patru ori, în anii 1962-1963, 1977-1978, 1986-1987 și 1992-1993. În 2006, ea candidat din nou, dar nu a fost aleasă.
Dispute teritoriale

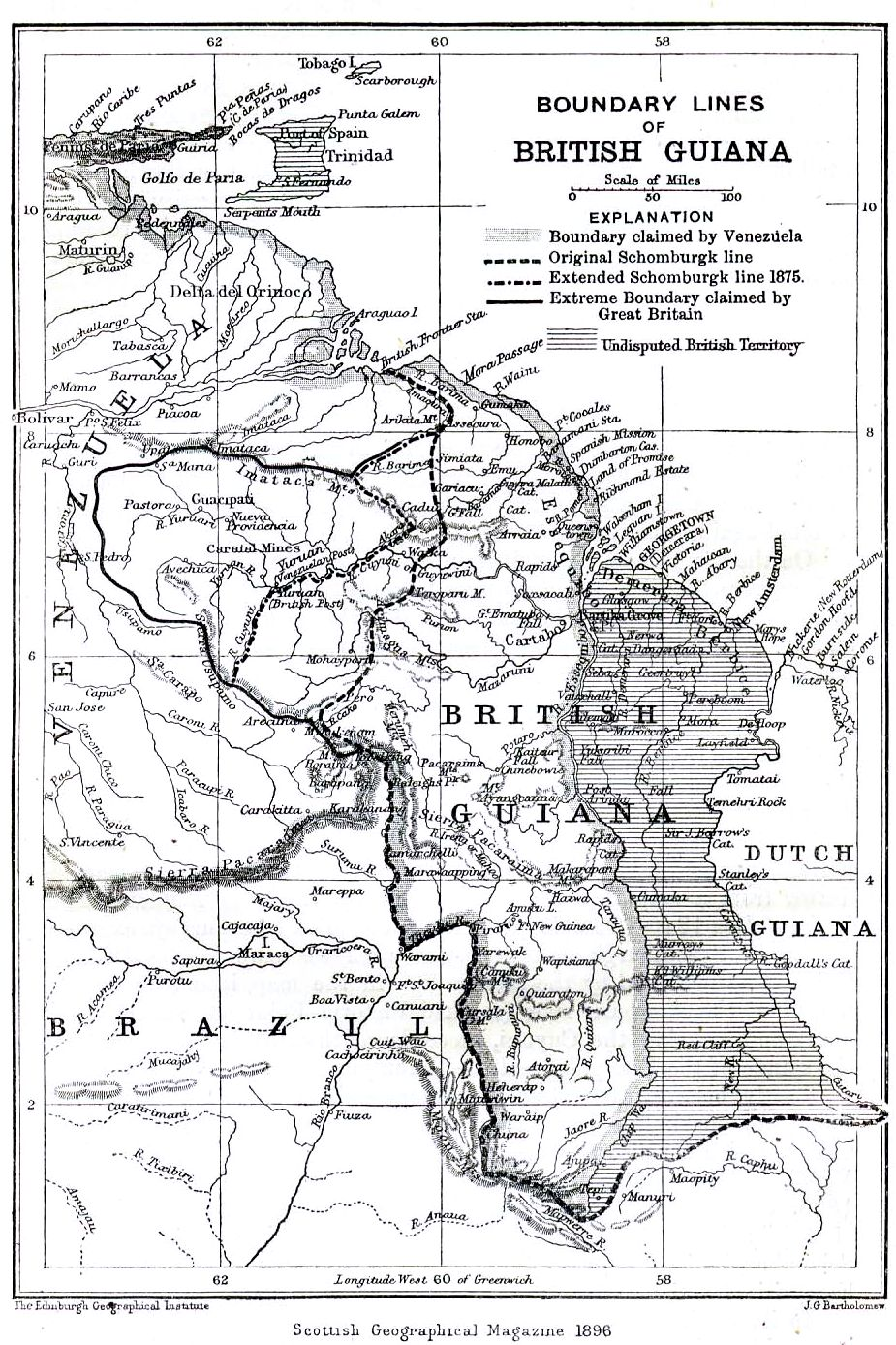
Pe această hartă sunt indicate cele mai înalte aspirații ale britanicilor asupra teritoriului Guayana Esequiba.

Venezuela are o lungă istorie de dispute teritoriale cu Guyana și Columbia. Frontiera de est a țării cu Guyana, stabilită de un tribunal din Paris la data de 1899 (declarată nulă de Venezuela), variază de la Muntele Roraima, Punta Playa până la Oceanul Atlantic. Cu toate acestea, Venezuela are pretenții pentru teritoriul cunoscut sub numele de Guyana Essequibo, care se întinde de la frontiera dintre cele două țări de-a lungul râului Essequibo, care astăzi include regiunile (Barima-Waini), (Cuyuni-Mazaruni), (Pomeroon-Supenaam), (Potaro-Siparuni), (Alto Takutu-Alto Essequibo) și în partea de vest se află regiunea (Islas Essequibo-Demerara Occidental), bazându-se pe Acordul de la Geneva din 1966, semnat împreună cu Regatul Unit.
Venezuela are, de asemenea, o dispută cu Columbia asupra suveranității Golful Venezuelei. Litigiul datează de la momentul destrămării Republicii Columbia Mare, fiind probabil cauzat de faptul că în golf sunt hidrocarburi. Din aceeași cauză a izbucnit și Criza de la Corbeta Caldas în 1987. Problema a fost abordată din nou în 2007, când cele două părți au fost de acord să continue negocierile.
Venezuela contribuit la misiunile ONU cu forțe militare, polițienești sau în calitate de observator pentru menținerea păcii în America Centrală (ONUCA), Irak și Kuwait (UNIKOM), El Salvador (ONUSAL), în Sahara Occidentală (MINURSO), India și Pakistan (UNIPOM), Croația-Bosnia și Herțegovina (UNPROFOR), și Guatemala (MINUGUA).

### Organizare administrativ-teritorială
Venezuela este împărțită în 23 de state (estados), reședința de județ (distrito capital) corespunzătoare orașului Caracas și Proprietatea Federală (Dependencias Federales), un teritoriu special. Venezuela mai este subdivizată în 335 de municipii (municipios), care sunt împărțite în peste o mie de parohii (parroquias). Statele sunt grupate în nouă regiuni administrative (regiones administrativas), care au fost create în 1969 printr-un decret prezidențial; în plus, Venezuela, de-a lungul istoriei, a susținut și continuă să revendice drepturi asupra teritoriul Guyanei de vest care se întinde de la hotarele ei până la râul Essequibo. Acești 159 500 km² au fost denumiți Zona en Reclamación.
Țara poate fi împărțită în zece regiuni geografice, majoritatea fiind corespunzătoare regiunilor climatice și biogeografice. La nord se află Anzii Venezuelei și regiunea Coro, un tract muntos în nord-vestul țării care deține mai multe lanțuri muntoase și văi. La est de această zonă sunt regiuni joase cum ar fi lacul Maracaibo și Golful Venezuelei. Regiunea centrală este paralelă cu coasta și include dealurile din jurul orașului Caracas; regiunea estică, separată de regiunea centrală de către Golful Cariaco, acoperă tot statul Sucre și nordul statului Monagas. Regiunea Insulară include toate insulele Venezuelei: Nueva Esparta și diferite dependențele federale. Delta râului Orinoco formează un triunghi care acoperă Delta râului Amacuro și nord-estul Oceanului Atlantic.

### Apărare

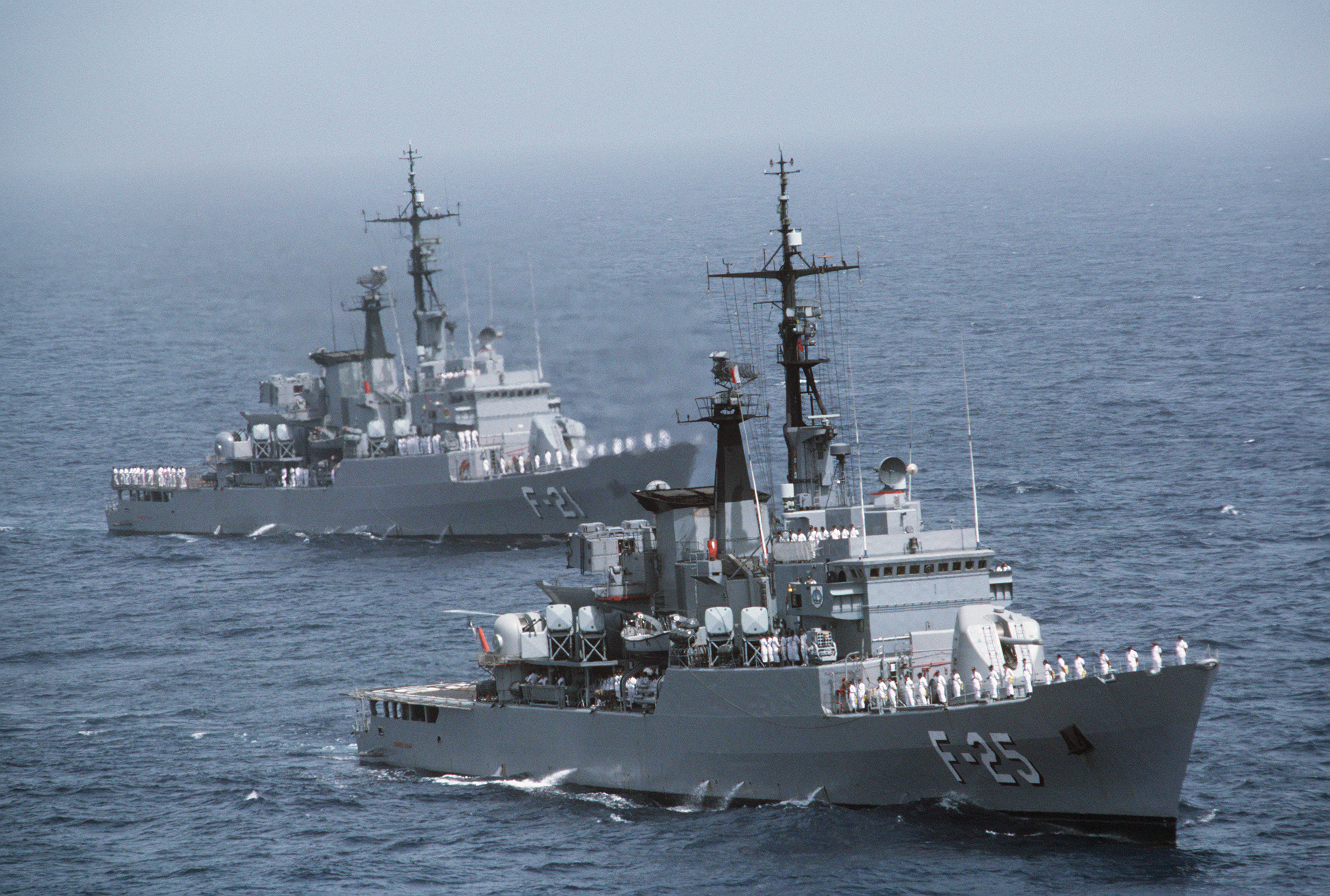
Fragate cu rachete ARV Mariscal Sucre (F-21) și ARV General Salóm (F-25) ale Marinei Naționale Venezuelene.

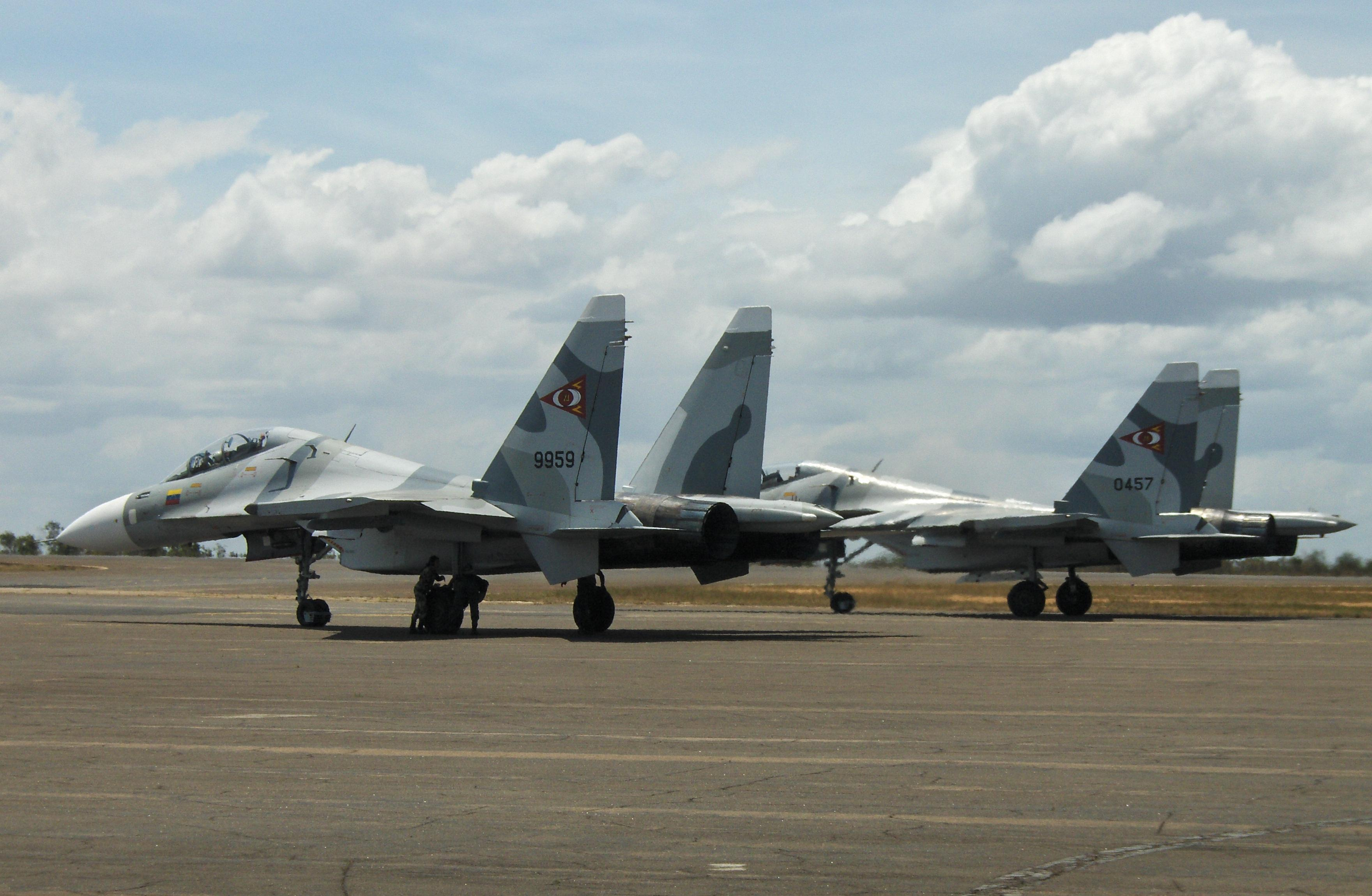
Suhoi Su-30MK2 Flanker-G al Forțelor Aeriene Venezuelane.

Forțele armate naționale ale Republicii Bolivariene a Venezuelei (Fuerza Armada Nacional, FAN) sunt forțele militare unificate ale Venezuelei. Acestea includ peste 320,150 bărbați și femei, fiind organizate, în conformitate cu articolul 328 din Constituție, în 5 grupări. Elementele componente ale forțelor armate naționale sunt: Armata Venezuelană, Marina Venezuelană, Forțele Aeriene Venezuelane, Garda Națională a Venezuelei și Miliția Națională Venezuelană.
Începând din 2008, alți 600.000 de soldați au fost încorporați într-o ramură nouă, cunoscută sub numele de Rezerva Armatei. Președintele este comandantul-șef al forțelor armate naționale. Rolul principal ale forțelor armate este să-și apere teritoriul național suveran al Venezuelei, spațiul aerian și insulele, să lupte împotriva traficului de droguri, să caute și să salveze persoane, precum și să asigure protecția civilă în cazul unui dezastru natural. Serviciul militar este voluntar pentru fiecare bărbat sau femeie între 18 și 50 de ani, și trebuie să fie îndeplinit timp de o perioadă de 18 luni.
În general, puterea militară din Venezuela este clasată pe locul 47 dintre toate țările care au forțe armate.

## Transport
Transport aerian și maritim

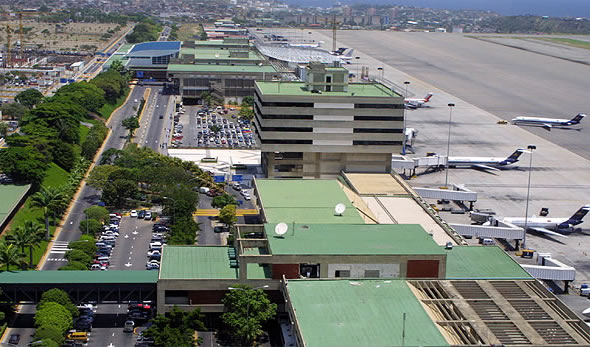
Aeroportul Internațional Simon Bolivar din Maiquetia lângă Caracas.

Venezuela este conectată la lumea exterioară în principal prin intermediul aerului (printre aeroporturile din Venezuela se numără: Aeroportul Internațional Simon Bolivar lângă Caracas și Aeroportul International „La Chinita” lângă Maracaibo) și pe mare (marile porturi maritime sunt cele de la La Guaira, Maracaibo și Puerto Cabello). 
În sud și est, regiunea junglei amazoniene a limitat transportul transfrontalier, iar în vest există o graniță muntoasă de peste 2 213 km care desparte Venezuela de Columbia. 
Râul Orinoco este navigabil de nave oceanice până la o distanță de 400 de kilometri și conectează importantul oraș industrial Ciudad Guayana la Oceanul Atlantic.

Sunt în total 13 porturi și 369 aeroporturi din care 127 de aeroporturi au pistele pavate.
Transport pe căi ferate
Venezuela are un sistem național limitat de cale ferată de 806 km, care nu are legături feroviare active către alte țări, însă guvernul lui Hugo Chavez a investit substanțial în extinderea acestuia. 

Metro
Mai multe orașe mari au metrou, metroul din Caracas a fost pus în funcțiune în 1983. Metrourile din Maracaibo și Valencia s-au dat în folosință mai recent. 

Transport rutier
Venezuela are o rețea de drumuri de aproximativ 100.000 km, fiind din acest punct de vedere pe locul al 45-lea în lume. Aproximativ o treime din drumuri sunt asfaltate. Circulația cu automobile este încurajată și de prețul benzinei, care este cel mai mic din lume, 0,13$/litrul.. În unele cazuri benzina este mai ieftină decât apa îmbuteliată.
Conducte de petrol
Rețeaua de conducte de petrol are o lungime de 6.370 km.

## Demografie
| 1971                   | 11.1 |
| 1990                   | 19.8 |
| 2009                   | 28.4 |
| Sursa: OECD/World Bank |      |

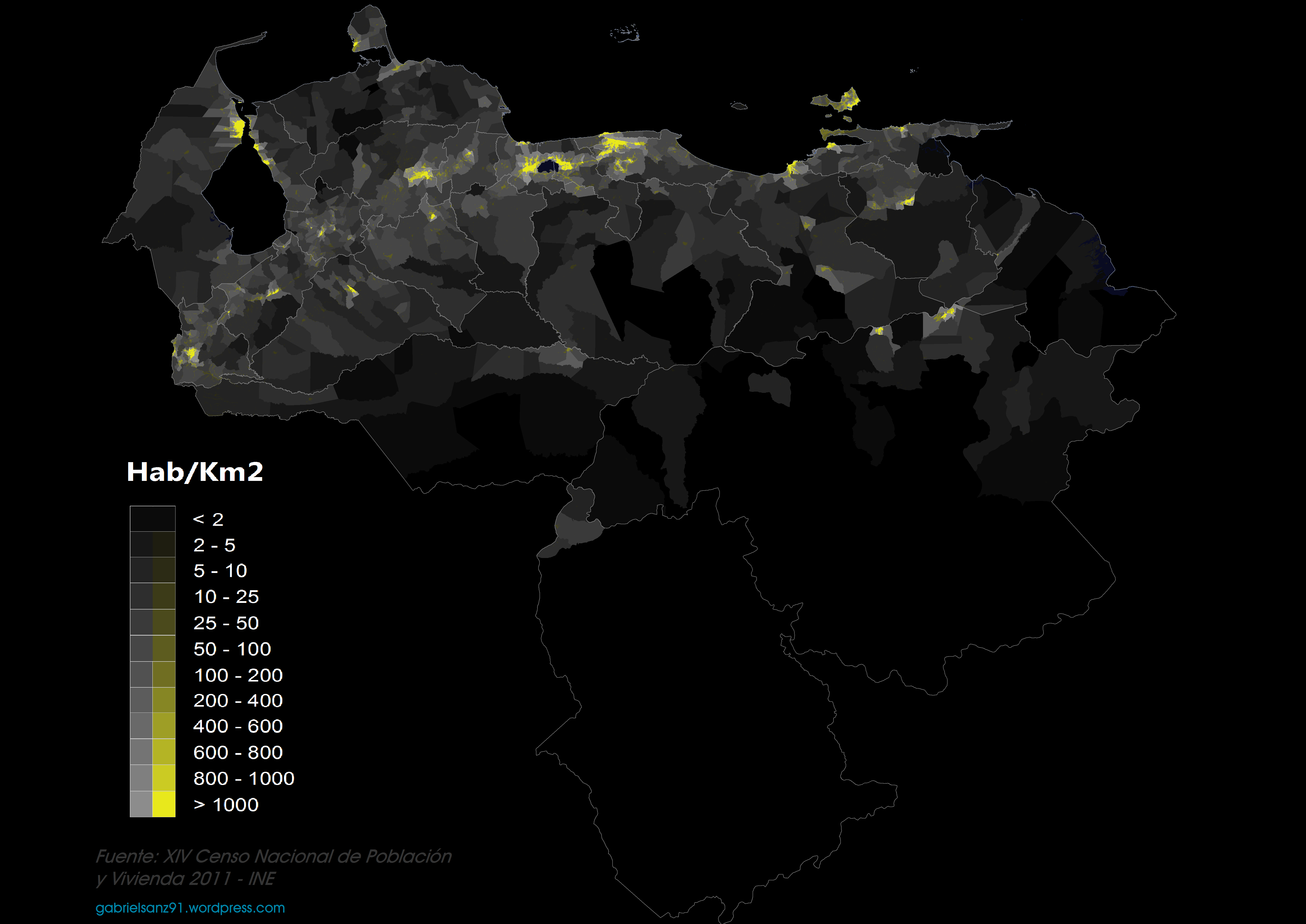
Densitatea populației din Venezuela de către parohii. Tonuri de galben indica zonele urbane

Locuitorii Venezuelei provin dintr-o varietate de moșteniri. Majoritatea populației este metisă (mestizos). Structura rasială a Venezuelei poate fi clasificată ca 33% metiși (amestec dintre amerindieni și europeni), 32% albi și 21% negri. Indigenii constituie 4% din totalul populației.
În timpul perioadei coloniale și până la al Doilea Război Mondial, o mare parte din imigranții europeni au venit din Insulele Canare, aceștia având un impact semnificativ asupra culturii, bucătăriei și obiceiurilor autohtone. Cu toate acestea, odată cu începerea exploatărilor petroliere în secolul al XX-lea, companiile din Statele Unite au început operațiunile de instituire în Venezuela, aducând cu ei cetățeni americani. Mai târziu, în timpul și după război, noi valuri de imigranți din alte părți ale Europei, Orientului Mijlociu și China au fost încurajați prin programele guvernamentale în materie de imigrație stabilită. Între anii 1900 și 1958 mai mult de un milion de europeni au imigrat în Venezuela. Se estimează că în Venezuela trăiesc între 500.000 și 1.000.000 de imigranți ilegali.

### Limbile vorbite în Venezuela
Cu toate că în Venezuela se vorbește în principal limba spaniolă, numită și limba castiliană (castellano) în afară de limba spaniolă se mai vorbesc multe alte limbi. Alături de limba spaniolă Constituția recunoaște peste treizeci de limbi indigene ca de exemplu limbile wayuu, warao, pemón și multe altele, marea lor majoritate cu puțini vorbitori, care însumează sub 1% din totalul populației.
Imigranții pe lângă limba spaniolă vorbesc propriile lor limbi.
- limba arabă este vorbită de libanezi și sirieni de pe insula Margarita, Maracaibo, Punto Fijo, Puerto la Cruz, El Tigre, Maracay și Caracas.
- limba portugheză este vorbită în comunitățile portugheze din Santa Elena de Uairén datorită apropierii de Brazilia.
- limba germană se vorbește în comunitățile germane, colonia din Tovar vorbind în principal limba alemanică.
- limba engleză este limba străină cea mai folosită și cerută, vorbită de specialiștii din diferite domenii, de clasele de mijloc și cele superioare, și ca rezultat al faptului că în relația cu companiile străine exploratoare de petrol este considerată lingua franca.

Engleza este larg utilizată în orașele din sud ca El Callao.
Altă limbă studiată la școală: limba italiană. Există și comunități de chinezi care vorbesc limba chineză.
Venezuela are importante comunități de italieni, spanioli (locul trei din lume), portughezi, arabi și chinezi, multe persoane provenind din Columbia și Caraibe.
După cel de-al Doilea Război Mondial Venezuela a primit imigranți, fiind cea de a treia țară din America după SUA și Argentina după numărul de imigranți. Marea lor majoritate proveneau din Italia și Spania, dar și Portugalia, Orientul Mijlociu, Țările de Jos, Ungaria, Turcia, Ucraina,
Polonia, Armenia, Germania, Rusia, Elveția, și Croația.

### Orașe
Populația Venezuelei tinde să fie să trăiască în zonele de coastă și de munte, probabil din cauză că sunt mai aproape de porturi (în cazul zonelor de coastă) sau datorită climei care este mai temperată (în cazul zonelor montane). Cel mai mare centru populat în afara zonei de Coastă și a zonei montane este orașul Guayana, care se află la confluența râurilor Orinoco și Caroní, la estul țării. Mai jos sunt enumerate douăzeci dintre cele mai mari orașe din Venezuela, în ceea ce privește importanța, mărimea și numărul de locuitori. Datele datele pentru numărul populației pentru anul 2009 sunt efectuate de INE, pe baza recensământului din 2001.
Pe lângă acestea, există orașe și centre urbane, care au o mare importanță din punct de vedere cultural, cum ar fi Bailadores, Jají, Nirgua și regiunea Barlovento, precum și zona de sud a lacului Maracaibo, unde se află un număr mare de persoane de culoare, și Colonia Tovar, unde locuiesc multe persoane de origine germană.

### Urbanizare
Venezuela este una dintre țările cele mai urbanizate din America Latină. 
Marea majoritate a populației locuiește în orașele din nord, mai ales în capitala Caracas, care este și cel mai mare oraș. Aproximativ 93% din populație trăiește în zonele urbane din nordul Venezuelei, 73% trăiesc la o distanță mai mică de 100 km de la linia de coastă. 
Deși aproape jumătate din suprafața terenurilor din Venezuela se află la sud de Orinoco, doar 5% din populație locuiește acolo. Cel mai mare și cel mai important oraș la sud de Orinoco este Ciudad Guayana, care este cea de a șasea cea mai populată conurbație. 
Alte orașe importante sunt: Maracaibo, Valencia, Maracay, Barquisimeto, Mérida, San Cristóbal și Barcelona - Puerto La Cruz.

### Religie
Venezuela, la fel ca majoritatea țărilor sud-americane, este un stat catolic, unde 92% din populație aparține acestei ramuri a creștinismului. Restul de 8% din populația țării sunt adepți ai protestantismului sau ai unei alte religii. După estimările Consiliul Evanghelic al Venezuelei, 10% din populația țării este protestantă. De asemenea este prezentă o comunitate musulmană (100 000 de adepți), iudaică (15 000 de adepți) și sincretă.

### Educație
În 2008, rata analfabetismului era de 4,8%. În 2005, rata de înscriere la școala primară a fost de 91%, în timp ce înregistrarea la licee era de 63%. În Venezuela funcționează un număr mare de universități, dintre care cele mai prestigioase sunt Universitatea Centrală din Venezuela (UCV), fondată în Caracas în 1721, și Universitatea Simón Bolívar (USB), fondată în statul Miranda în 1967.
În 14 mai 2009, pentru a elimina „gândirea capitalistă”, președintele Hugo Chavez a aprobat o listă de autori și cărți obligatorii în școlile primare ca de exemplu opere ale lui: Karl Marx, revoluționarul Che Guevara și al eliberatorului Simon Bolivar.

### Sănătate
Sistemul de sănătate național venezuelean este gratuit. Guvernul actual a creat un program pentru a extinde accesul la îngrijiri de sănătate cunoscut sub numele de Misión Barrio Adentro.
Mortalitatea infantilă în Venezuela în anul 2004 a fost de 16 decese la 1000 de nașteri, mai mică decât media din America de Sud (prin comparație, în Statele Unite mortalitatea infantilă se ridică la 5 decese la 1000 de nașteri, conform datelor din 2006).
Malnutriția infantilă (definită ca oprirea în creștere sau pierderea în greutate la copii sub cinci ani) este la 17%; Delta Amacuro și Amazonas au rata cea mai mare în Venezuela. 
În conformitate cu datele Organizației Națiunilor Unite, 32% din venezueleni nu dispun de canalizare adecvată, în primul rând cei care locuiesc în zonele rurale. 
În Venezuela se întâlnesc boli ca tifos, febră galbenă, holeră, hepatita A, hepatita B și hepatita D.
Venezuela are un total de 150 de stații de epurare a apelor uzate. Cu toate acestea, 13% din populație nu are încă acces la apă potabilă, dar acest număr a scăzut.

### Infracționalitate
Corupția în Venezuela este ridicată (după standardele mondiale) și așa a fost pentru o mare parte a secolului al XX-lea. Descoperirea petrolului a înrăutățit situația corupției politice. și către sfârșitul anilor 1970, Juan Pablo Pérez Alfonso a descris petrolul ca „Excrementul Diavolului” care a devenit o expresie comună în Venezuela. 
Venezuela a fost clasificată pe Indicele de Percepție a Corupției ca fiind una dintre țările cele mai corupte încă din 1995, când aceste evaluări și clasificări au început. În 2010, Venezuela se situa pe locul 164 din cele 178 de țări clasate.
Venezuela este o rută semnificativă pentru traficul de droguri, cu cocaina din Columbia și alte droguri care tranzitează Venezuela spre Statele Unite și Europa. Venezuela ocupă locul patru pentru capturile de cocaină din lume, după Columbia, Statele Unite, și Panama.
În 2009, rata de omuciderilor a fost de aproximativ 57 la 100.000 locuitori, una dintre cele mai mari din lume, triplându-se în deceniul precedent (conform The Economist).

## Cultură
Cultura Venezuelei în principal este un amestec a trei culturi diferite: cultura indigenilor, cea africană și cultura europeană - în special cea spaniolă. Aculturația și asimilarea au contribuit în mare parte la formarea culturii actuale a Venezuelei, aceasta asemănându-se în multe privințe cu cea a altor țări din America Latină, dar din cauza condițiilor naturale și de trai există totuși unele diferențieri importante. Influența culturii indigene a fost limitată doar la vocabular și gastronomie, pe când cea a culturii africane a fost de asemenea simțită în vocabular și gastronomie, dar și în muzică. Cultura spaniolă și-a pus amprenta pe cultura Venezuelei, în special cea provenind din regiunile Andaluzia și Extremadura ale Spaniei, de unde în perioada colonială au venit marea majoritate a coloniștilor în Caraibe. Influențele culturale ale acestora pot fi observate în edificii, muzică, religie catolică și limbă, dar este și mai evidentă dacă observăm apariția coridelor spaniole, precum și apariția unor feluri de mâncare specific spaniole.
În Venezuela în secolul al XIX-lea au fost și alte curente culturale de origine indiană și europeană în special cea din Franța.
În ultima perioadă, în orașele mari și petroliere au izbucnit manifestări culturale de origine americană și noi imigranți de origine spaniolă, italiană și portugheză. De exemplu, din Statele Unite ale Americii viața și cultura s-a îmbogățit prin unele sporturi (a apărut baseballul), a filmului, a artelor și a construcțiilor arhitecturale actuale.

#### Literatură
Înainte de venirea spaniolilor, literatura în Venezuela era orală. Literatura scrisă a apărut după venirea spaniolilor, fiind dominată de influența spaniolă. După Războiul de independență s-a impus romantismul, cel mai notabil reprezentant fiind Juan Vicente González. Cu toate că literatura venezuelană este reprezentată în principal de literatura narativă, ea a avansat datorită unor poeți ca Andrés Eloy Blanco și Fermín Toro.
Marii scriitori și romancieri al Venezuelei sunt: Rómulo Gallegos, Teresa de la Parra, Arturo Uslar Pietri, Adriano González León, Miguel Otero Silva, Mariano Picón Salas și Andrés Bello (mare poet și umanist). 
Pozitivismul venezuelan este reprezentat de Laureano Vallenilla Lanz și José Gil Fortoul.
Anul 1910 este considerat punctul de plecare a noii experiențe estetice ca reacție la curentul modernismului, încercând să descrie viața obișnuită printr-o expresie literară realistă. Nume relevante din literatura Venezuelei din această perioadă sunt: José Rafael Pocaterra (Memorias de un venezolano de la decadencia), Teresa de la Parra (Ifigenia) și marele scriitor Rómulo Gallegos cu Doña Bárbara (1929), Cantaclaro (1934) și Canaima (1935). Alți autori renumiți din Venezuela sunt: Andrés Eloy Blanco, Arturo Uslar Pietri, Miguel Otero Silva, Mariano Picón Salas, Guillermo Meneses, Adriano González León, Antonia Palacios, José Antonio Ramos Sucre, Salvador Garmendia, Francisco Lazo Martí, Rafael Cadenas, José Ignacio Cabrujas, Víctor Bravo, etc.
În Venezuela de două ori pe an este decernat Premiul Rómulo Gallegos pentru romanele scrise în spaniolă, acest premiu fiind considerat de mulți ca cel mai important premiu literar din America Latină.

#### Muzică și dans
Muzica populară

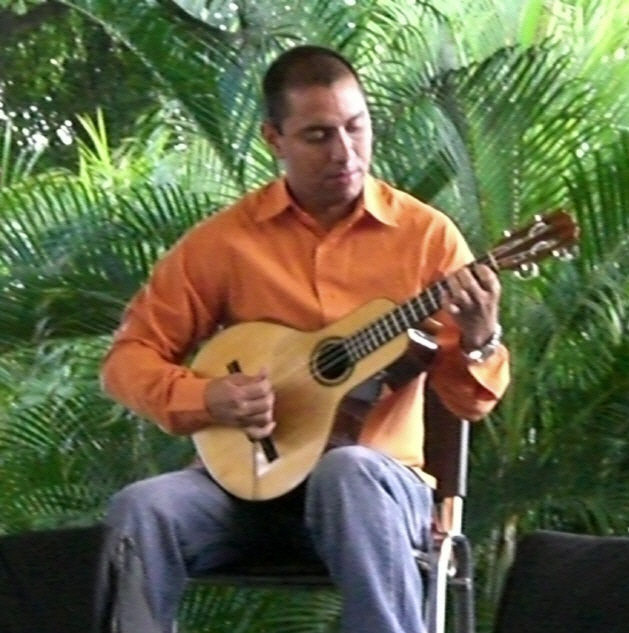
Moisés Torrealba cu bandola

Muzica indigenă din Venezuela este influențată de originile sale spaniole, amerindiene și africane. Instrumentele reprezentative din Venezuela sunt camee, botuto (un fel de trompetă), cuatro, maracas și bandola.
Instrumentul muzical național este cuatro, similar cu chitara, dar mai mică și cu patru corzi, având un sunet special, fiind baza tuturor mici orchestre „conjuntos criollos”, numite și „conjuntos de harpa, cuatro y maracas”. 
Există mai multe genuri populare de muzică, printre care galeron, corrido și guaracha. 
Muzica indigenă este exemplificată de către grupurile Un Solo Pueblo și Serenata Guayanesa. Stiluri muzicale și piese tipice, au apărut în principal în jurul llanos-urilor cu influență spaniolă, inclusiv Alma Llanera (de Pedro Elías Gutiérrez și Rafael Bolívar Coronado), Florentino y el Diablo (de Alberto Arvelo Torrealba), Concierto en la Llanura de Juan Vicente Torrealba, și Caballo Viejo (de Simón Díaz).

Gaita din Zulia este, de asemenea, un stil popular de cântec, în general interpretată în timpul Crăciunului.
Dansul popular

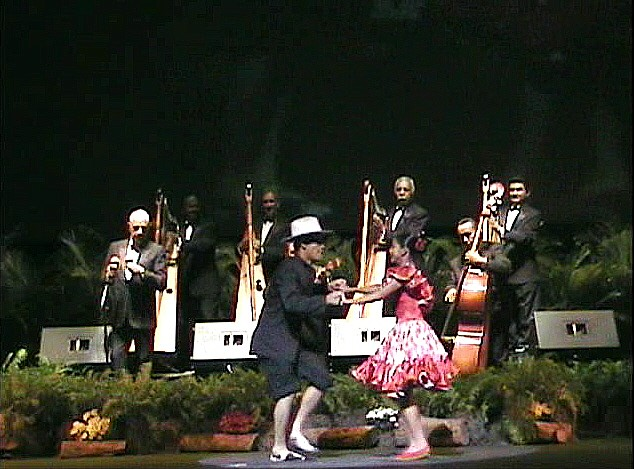
Dansul popular joropo

Dansul național venezuelan este joropo. Merengue, cumbia și salsa se dansează în toată țara de tineri și bătrâni.
Muzica clasică
Teresa Carreño a fost o virtuoză a pianului din secolul al IXX-lea, celebră pe plan mondial. În ultimii ani muzica clasică a avut succese remarcabile. Orchestra de Tineret Simon Bolivar, sub bagheta dirijorului său principalul Gustavo Dudamel, a găzduit o serie de spectacole în numeroase săli de concerte europene, în special la Londra în 2007 și a primit mai multe onoruri.
Printe interpreții și compozitorii celebri de muzică clasică se numără: interpreții Antonio Lauro, Alirio Díaz, Rodrigo Riera și compozitorii José Ángel Lamas, Reynaldo Hahn și Aldemaro Romero.
Muzica modernă
Muzicieni și interpreți faimoși în Venezuela:
Ricardo Montaner, Ilan Chester, María Conchita Alonso, Italo Pizzolante, Franco de Vita, Alfredo Sadel, José Luis Rodríguez „El Puma”, Óscar D'León, Felipe Pirela, Kiara, Karina, Rudy La Scala, Yordano, Melissa, Paul Gillman.

#### Pictura și sculptura

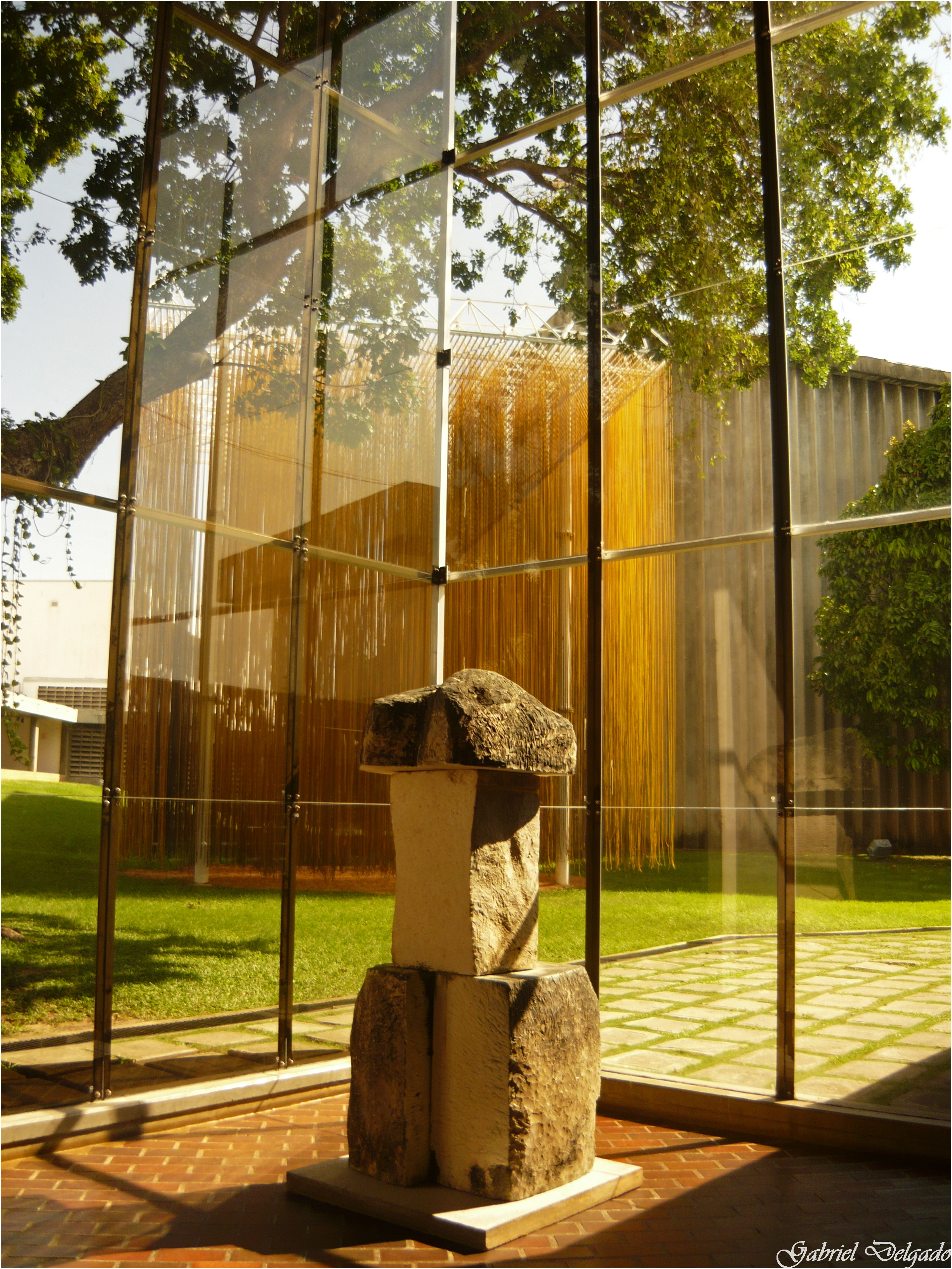
Muzeul de Artă Modernă Isus Soto.

Pictura și sculptura din Venezuela a fost influențată de experiența istorică și procesul politic în urma căruia țara și-a câștigat independența. Multe picturi și sculpturi ale secolului XIX-lea sunt reprezentări ale unor momente cheie din istoria Venezuelei, fapte eroice și alegoria națiunii. 
Printre pictorii care au reprezentat momente istorice în imagini se numără: Juan Lovera, Arturo Michelena, Martin y Tovar Tovar, Tito Salas, etc.
Pictura romantică a atins apogeul datorită operelor de artă a lui Cristobal Rojas, picturile căruia au cu efect dramatic și sunt realizate în stil impresionist, care au dau un impuls picturii răspândind-o pe o scară mai largă.
Printre cei care au contribuit în mare măsură la arta cinetică au fost Carlos Cruz-Díez, Jesús Soto și Juvenal Ravelo. Această tendință în special a devenit foarte populară în țară, lucrări de acest gen existând în diferite instituții culturale, chiar și pe autostrăzi, în metrouri și în aeroporturi, cum ar fi aeroportul Maiquetía.
Printre marii peisagiști se numără Manuel Cabré și Luis Álvarez de Lugo.
Pedro León Zapata este recunoscut ca un caricaturist celebru.
Sculptura Venezuelană este reprezentată de Francisco Narvaez, Alejandro Colina, Gertrud Goldschmidt, Lia Bermudez și alții.
Principale lucrări de pictură și artă contemporană Venezuela :
- Juan Lovera „Autoportret” și „La Divina Pastora”
- Martín y Tovar Tovar: „Eroii Independenței” și „Bătălia de la Ayacucho”
- Antonio Herrera Toro: „Botezul lui Cristos” și „Înălțarea” (Asunción)
- Cristóbal Rojas: „Purgatoriu” și „Cerșetor”

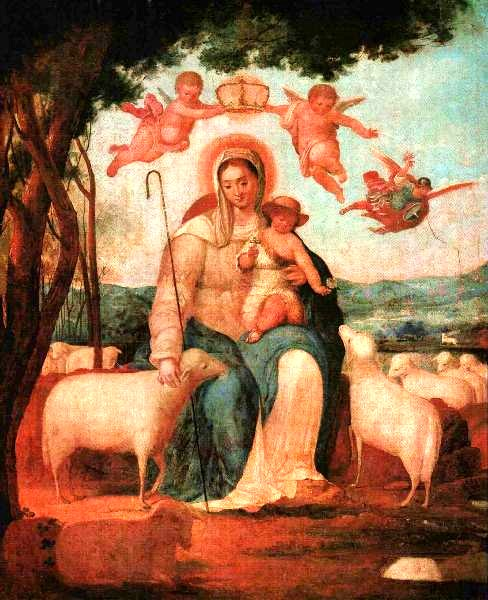
La Divina Pastora, Juan Lovera, Galería de Arte Nacional.
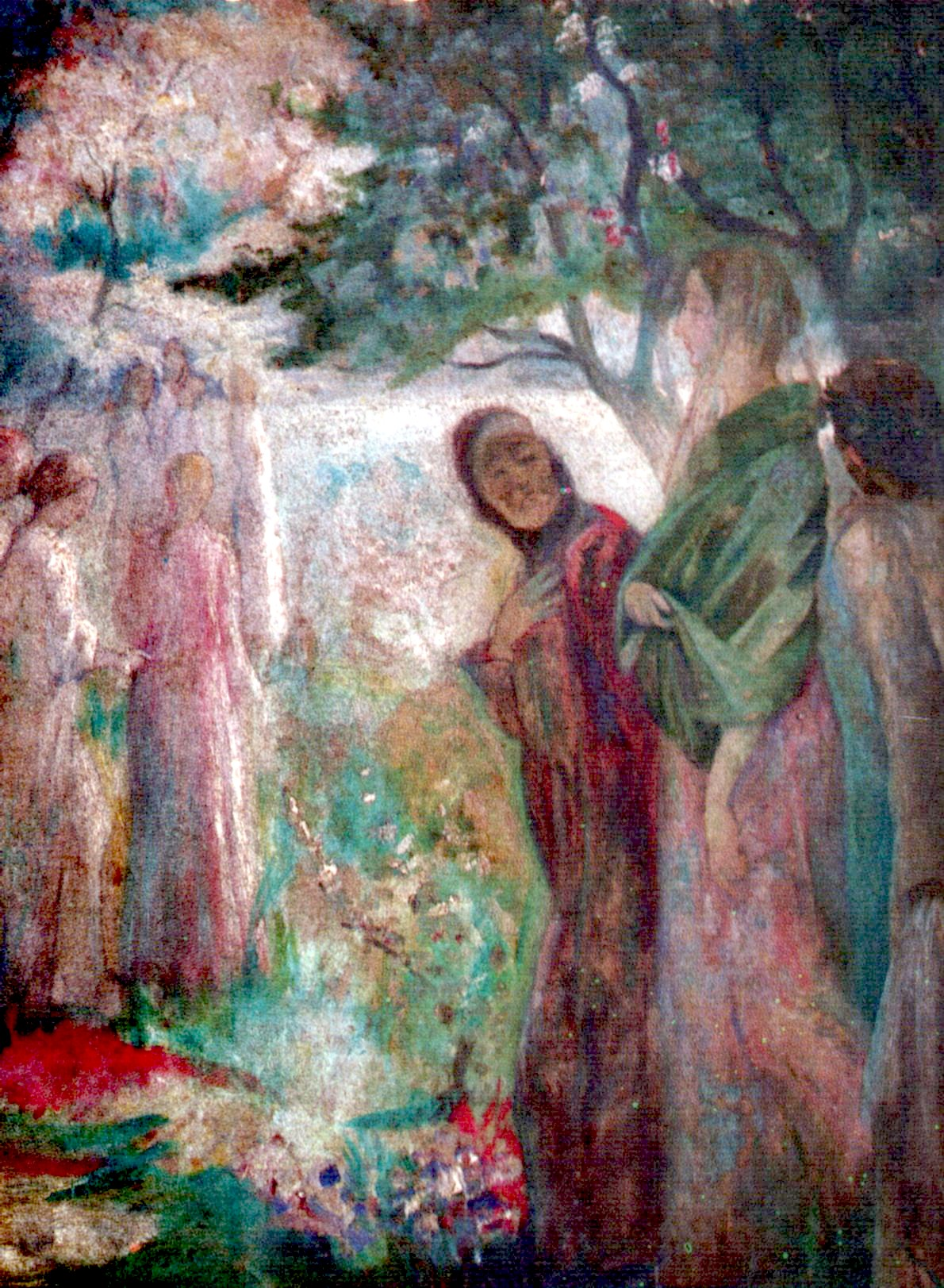
Estudio para Dante y Beatriz. 1889, Cristóbal Rojas, Coleccion de la Galería de Arte Nacional, Caracas - Venezuela.
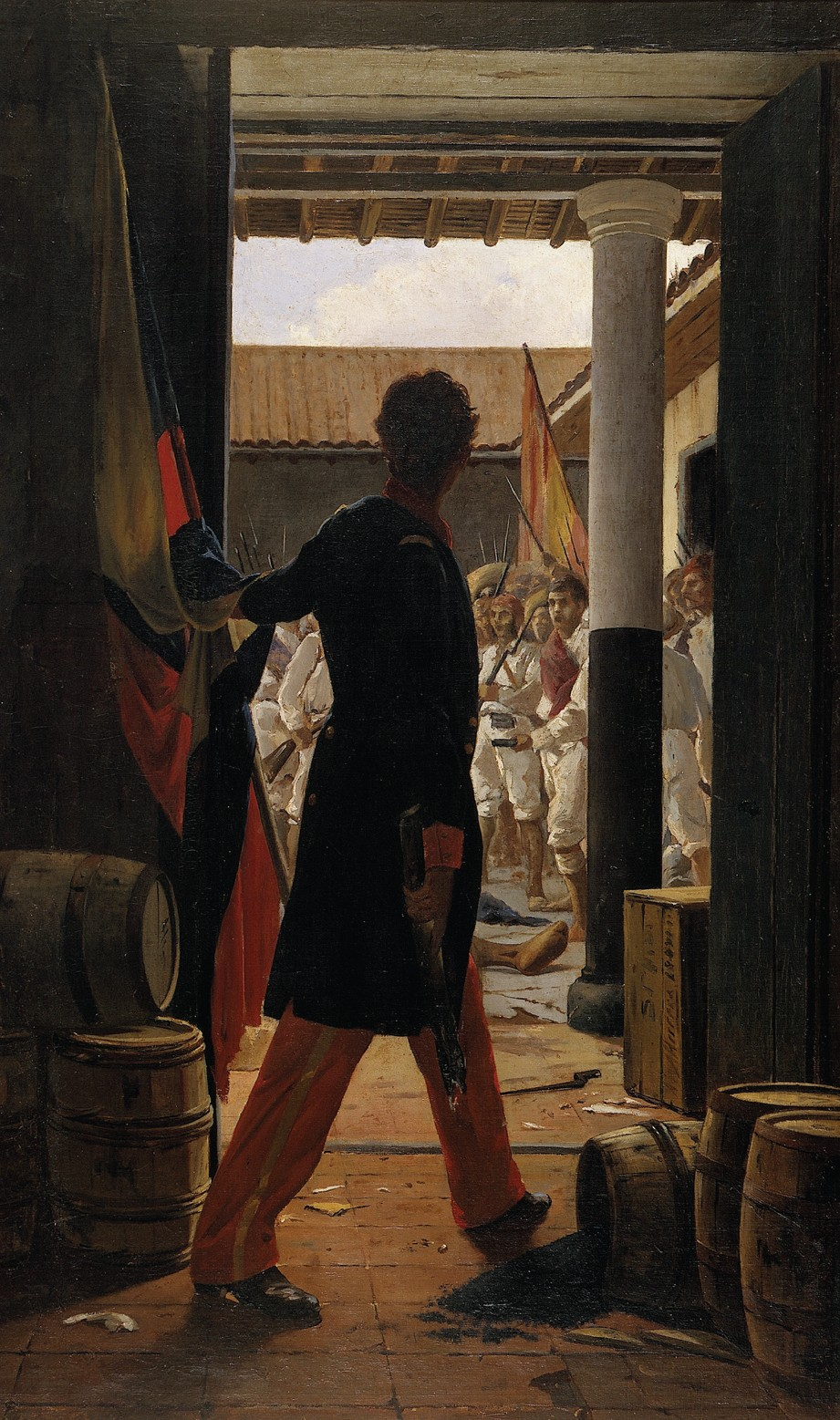
Antonio Herrera Toro: Ricauter en San Mateo, 1898, Antonio Herrera Toro, Galería de Arte Nacional. Caracas - Venezuela.
Ricardo Acevedo Bernal, autoportret, 1917.
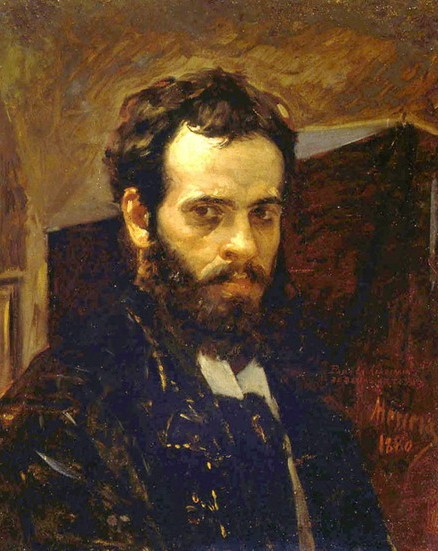
Antonio Herrera Toro, autoportret 1880.

#### Cinematografie
Printre cei care au contribuit în mare măsură la cinematografie au fost Carlos Cruz-Diez, Isus Soto și Juvenal Ravelo. Curentul abstract și simbolismul l-a avut ca pe unul dintre cei mai de seamă reprezentanți pe Armando Reveron, a cărui operă începe să fie redescoperită și recunoscută pe plan internațional.
Realismul social în cinematografia Venezuelană este legat de activitatea lui César Rengifo.

#### Media și telecomunicațiile
Televiziunea
Posturi importante de televiziune: 
Venevisión (1961), Televen (1988) și RCTV Nacional (2007), marea majoritate a posturilor fiind cu sincronizare vocală. 
Există un canal de știri și opinii Globovisión (1994) și două canale exclusiv sportive: Meridiano Televisión (1996) și Sport Plus (2007). Alte canale cu impact național mai redus: La Tele și Canal i.
Rețeaua de televiziune Venezolana de Televisión (1964) nu are succesul posturilor comerciale, guvernul încercă să întoarcă această tendință. Guvernul a înființat un post de televiziune numit ViVe, care are ca obiectiv recuperarea culturală venezuelană.
Presa
Ziarul Correo del Orinoco, fondat de Simón Bolívar în 1818 este unul din primele exemple de presă scrisă venezuelană.
Exemple de ziare: Últimas Noticias, El Nacional, El Universal, Tal Cual, Líder și Meridiano(periodice sportive).
Telecomunicațiile
Penetrarea Internetului în Venezuela este de circa 8.846.535 utilizatori (date din 2009), procentul celor care folosesc uzual Internetul este estimat la circa 31%. În august 2008 numărul utilizatorilor de internet a crescut cu 36,7% față de aceeași perioadă a anului precedent.

#### Sărbători în Venezuela
Venezuela este a patra țară din America Latină după numărul zilelor de concediu. În lista de mai jos apar sărbătorile cu caracter național din Venezuela, sărbătorile marcate cu asterisc nefiind considerate zile nelucrătoare. Există, de asemenea, festivaluri importante, la nivel regional, care au o mare semnificație culturală, cum ar fi Divina Pastora (14 ianuarie), în Lara, Doamna noastră de Consolare (15 august), în Táchira, Virgen del Socorro (13 noiembrie), în Carabobo și Fecioara de Chiquinquirá (18 noiembrie), în Zulia, care a s-a celebrat împreună cu Targul de Chinita.
| Data                                                                               | Sărbatoare                            | Note |
| ---------------------------------------------------------------------------------- | ------------------------------------- | --- |
| 1 ianuarie                                                                         | Anul Nou                              | Festivalul internațional.                                                                               |
| 6 ianuarie                                                                         | Ziua regilor (*)                      | Bobotează. Popular numită Ziua regilor. Există obiceiul de a da cadouri copiilor, cum ar fi de Crăciun. |
| februarie-martie                                                                   | Carnaval                              | Dată variabilă (luni și marți înainte de Miercurea cenușie).                                            |
| 12 februarie                                                                       | Ziua Tineretului                      | În comemorarea Bătăliei de la Victoria.                                                                 |
| martie-aprilie                                                                     | Săptămâna mare                        | Dată variabilă (Joia și Vinerea Mare).                                                                  |
| 19 aprilie                                                                         | Primul pas spre Independență          | Sărbătorirea Actului din 19 aprilie 1810 și instalarea Consiliului Suprem din Caracas.                  |
| 1 mai                                                                              | Ziua Internațională a Muncii          | Festival internațional.                                                                                 |
| 3 mai                                                                              | Ziua trecerii în mai (*)              | |
| 24 iunie                                                                           | Aniversarea Bătăliei de la Carabobo   | Consolidarea Independenței.                                                                             |
| 5 iulie                                                                            | Ziua Independenței                    | Se celebrează semnarea Actului de Independență a Venezuelei.                                            |
| 24 iulie                                                                           | Nașterea lui Simón Bolívar            | Și ziua Armatei Venezuelei.                                                                             |
| 3 august                                                                           | Ziua Drapelului (*)                   | Pînă la 2006 se celebra pe 12 martie.                                                                   |
| 12 octombrie                                                                       | Ziua de rezistență națională          | Numită în trecut Ziua lui Columb.                                                                       |
| 1 noiembrie                                                                        | Sărbătoarea Tuturor Sfinților (*)     | Festival internațional.                                                                                 |
| 2 noiembrie                                                                        | Ziua Morților (*)                     | Comemorarea tuturor sufletelor.                                                                         |
| 27 noiembrie                                                                       | Ziua Aviației (*)                     | Acesta este sărbătorită cu o paradă în aer în Palo Negro.                                               |
| 17 decembrie                                                                       | Moartea lui Simón Bolívar (*)         | Memorial.                                                                                               |
| 24 decembrie                                                                       | Ajunul Crăciunului                    | Festival internațional.                                                                                 |
| 25 decembrie                                                                       | Crăciun                               | |
| 31 decembrie                                                                       | Ajunul Anului Nou și sfârșitul anului | |
| (*) Este zi lucrătoare, cu excepția cazului când data respectivă este în week-end. |                                       | |

#### Gastronomie

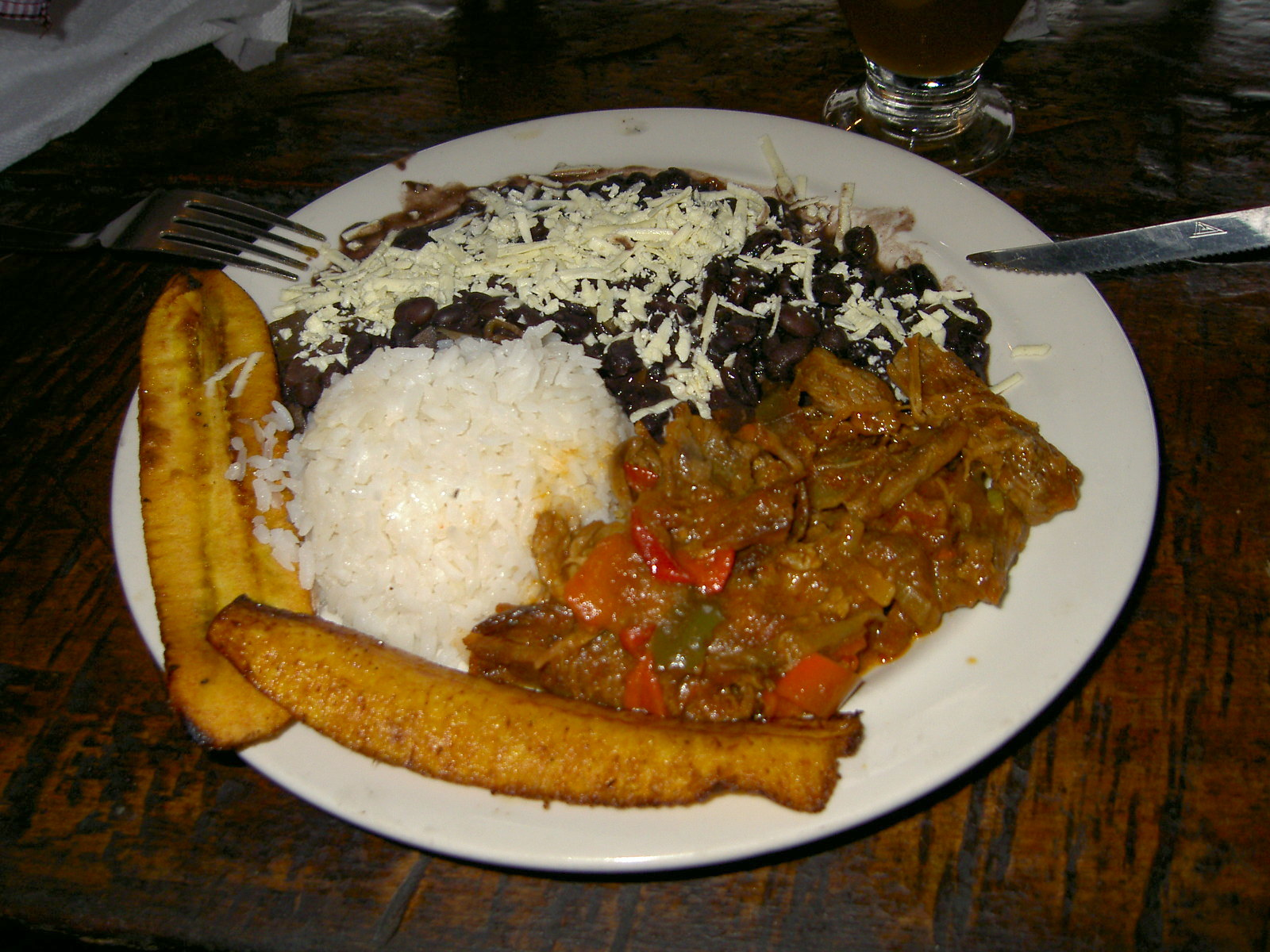
Pabellón criollo servit la masă

Ca o parte integrantă a culturii țării, artele culinare sunt caracterizate printr-o simbioză între elementele autohtone și europene. Cerealele sunt folosite cu preponderență, printre acestea numărându-se porumbul, de asemenea se consumă și vânat, animale marine, legume și produse lactate, cum ar fi brânza. Hallaca este considerată o mâncare națională - un aluat din făină de porumb umplut cu diverse ingrediente: carne de vită, carne de porc, carne de pui, capere, stafide, măsline și învelite în frunze de patlagină pentru a fi apoi fierte sau aburite și consumate de Crăciun. Pabellón criollo este compus din orez, chiftea, fasole neagră (boabe), și, uneori, ou prăjit și mămăligă preparate după regiune, bucătar și gustul consumatorului. Arepa este pregătită din făină de porumb, coaptă pe platou, fiind un fel de chiflă.

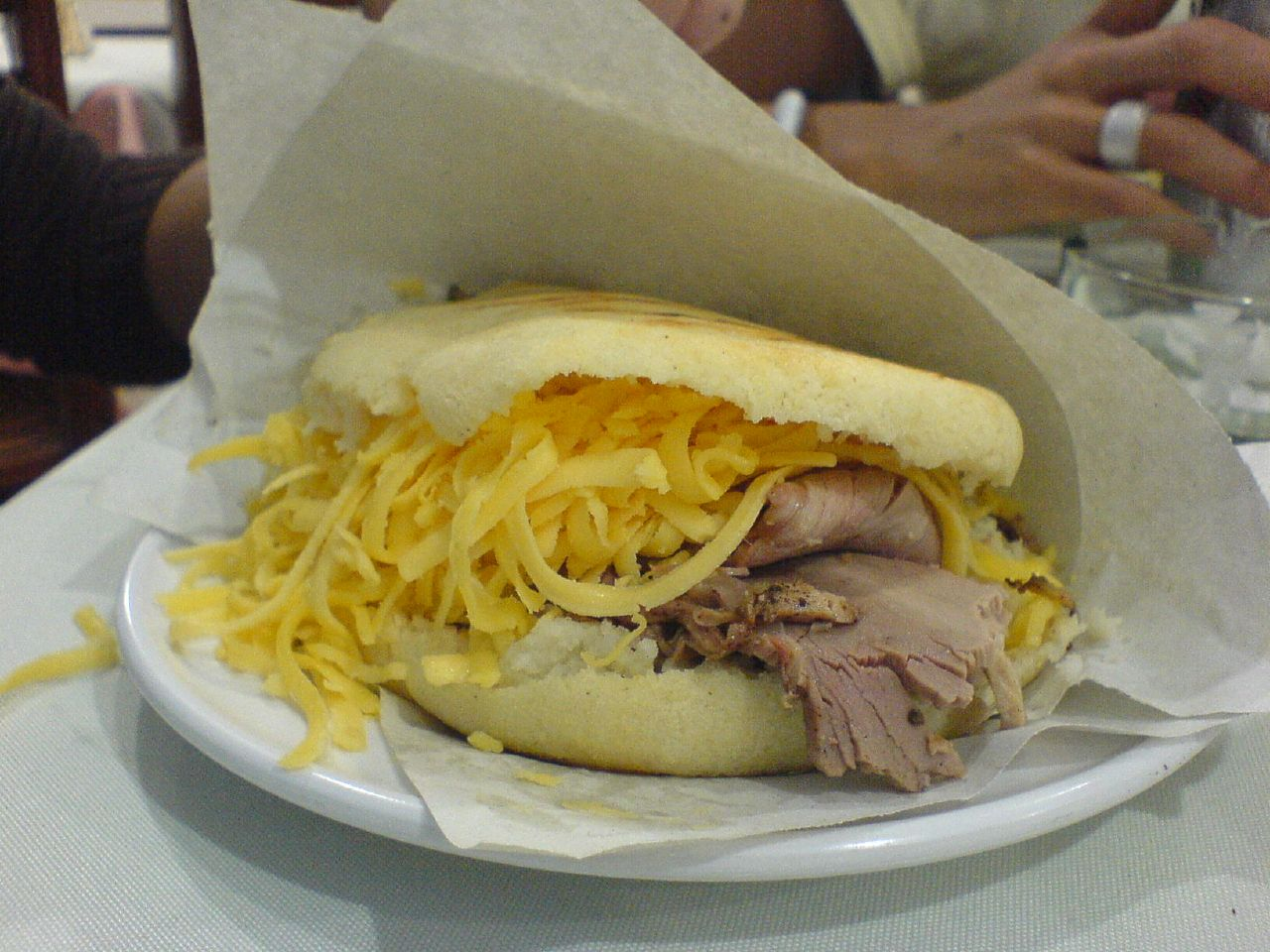
Arepa cu cașcaval și șuncă.

Bucătăria venezueleană dispune de alte bine-cunoscute feluri de mâncare, cum ar fi Cachapa, carne pe băț, friptura neagră, parrilla criolla, supa din mondongo, pizca andina, bollos pelones și altele. Tequeño este o gustare foarte mult apreciată în țară, fiind, de asemenea, folosită în pregătirea plăcintelor. Dintre mâncărurile străine sunt apreciate tocana din fasole (fabada) și pastișa (lazanie). Cea mai consumată băutură alcoolică este berea. Romul din Venezuela este socotit ca printre cele mai bune romuri din lume, în același timp producția internă de vin este în continuă creștere.

## Arhitectură
Operele arhitecturale din țară au apărut în anul 1000 î.Hr., atunci când primii locuitori au efectuat lucrări de terasament, cu scopul irigării suprafețelor agricole. De asemenea, aceștia utilizau pietre pentru construcția clădirilor care erau folosite pentru depozitarea produselor agricole.
| Arhitectura Venezuelei în imagini  |                          |                        |                        |
| Arhitectura amerindiană            |                          |                        |                        |
|                                    |                          |                        |                        |
| Palafitos                          | Shabano                  | Churuatas              | Choza                  |
| Arhitectura colonială și modernă   |                          |                        |                        |
|                                    |                          |                        |                        |
| Stradă colonială                   | Noul Circ din Caracas    | Teatrul Teresa Carreño | Turnul Sindoni         |
| Arhitectura militară și religioasă |                          |                        |                        |
|                                    |                          |                        |                        |
| Fortul Solano                      | Cazarma Mariano Montilla | Biserica din Ermita    | Catedrala din Caracas. |

Arhitectura amerindiană
În Venezuela dintre arhitecturi cea mai distinctă arhitectură este cea amerindiană. Ea a luat naștere pe țărmuri, în spații sălbatice și acvatice prin clădirile construite din picioroange de lemn, așa-numitele palafitos, ale triburilor wayúu și warao pe malul de est al lacului Maracaibo și în delta fluviului Orinoco. De la aceste construcții se pare că și-a primit și Venezuela numele (vezi etimologia Venezuelei). 
În zonele uscate construcțiile caracteristice sunt churuata, colibe construite mai la sud de râul Orinoco. Ele au un acoperiș conic impermeabil și sunt foarte populare, devenind un simbol cultural al Venezuelei. Shabono, construite de tribul yanomami sunt folosite ca și locuințe temporare, fiind construite în principal din frunze de palmieri și lemn, în mijlocul construcției formându-se un fel de curte. 
Printre alte tipuri de construcții se numără și choza, care au fost folosite mai mult de păstori.
Arhitectura colonială
Se caracterizează în cea mai mare măsură prin sobrietate și simplitate. Arhitectura colonială a secolului al XIX-lea este caracterizată prin construcții cu ferestre mari, curți și holuri luxuriante, dar fără ostentație, care caracterizează și arhitectura religioasă. Culorile vii și pitorești, care împodobesc pereții exteriori ai caselor sunt caracteristici arhitecturii coloniale, în special în orașele cu climă mai caldă, cum ar fi Coro și Maracaibo. 
Secolul XX a fost caracterizat mai mult prin dezvoltarea urbană care viza modernizarea. Influența neo-barocă și maură sunt evidente la clădirea Teatrului Național și cea a Circului Nou, construite de arhitectul Alejandro Chataing. Clădiri cum ar fi Teatrul Teresa Carreño, Turnurile Centrale Simon Bolivar, zona El Silencio (Tăcerea) și Universitatea din Caracas (realizate de Carlos Villanueva Raul), arată impulsul dat arhitecturii moderne în provincie la mijlocul secolului.

#### Patrimoniu mondial UNESCO
Până în anul 2012 pe lista patrimoniului mondial UNESCO au fost incluse 3 obiective din această țară. Patrimoniul Mondial Cultural este indicat cu un C și Patrimoniul Mondial Natural cu un N:
- 1993 – C – Centrul istoric și portul din Coro
- 1994 – N – Parcul Național Canaima
- 2000 – C – "Orașul universitar" din Caracas

## Sport

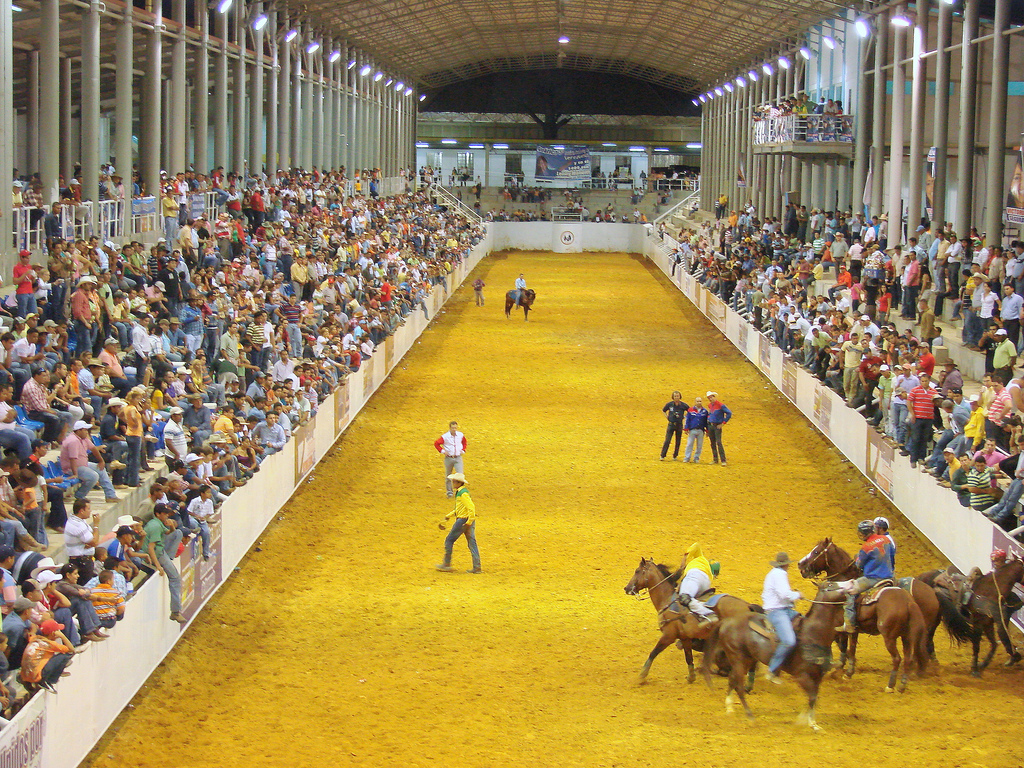
Coleo de toros în San Juan de Los Morros (Guárico).

Se presupune că sportul în Venezuela a apărut în timpul epocii coloniale, în a doua jumătate a secolului al XVI-lea, atunci când au apărut bovinele în țară. Datorită lor la ferme (de obicei la cele de vite) a apărut coleus, un sport ecvestru (cu călăreți), scopul căruia este de a prinde taurul de coadă (de obicei a celor care a părăsit turma). De asemenea a apărut și bolas criollas, un joc asemănător cu boccia și petanca. Jocul din urmă a fost introdus de către călugării spanioli în aceeași perioadă istorică, dar popularitatea lui a crescut în secolul al XX-lea. Ambele jocuri sunt considerate jocuri tradiționale în țară. În Venezuela au apărut și artele marțiale autohtone cum ar fi garrote tocuyano și combate de sumisión karive.

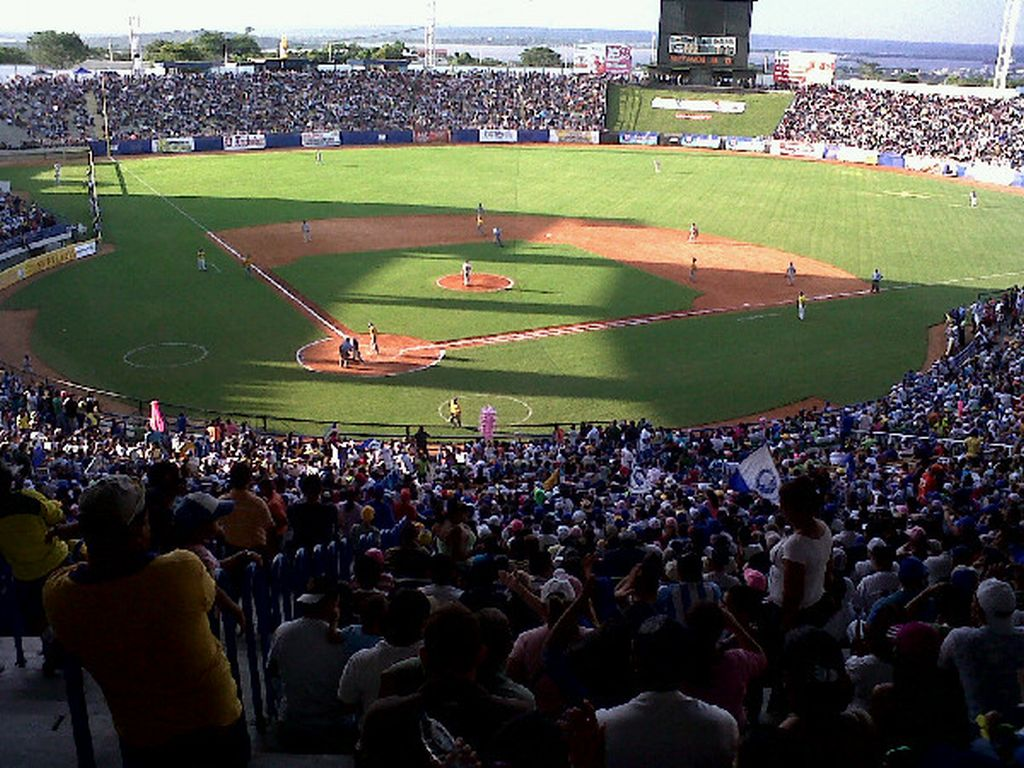
Stadionul La Ceiba, cu o capacitate de 30.000 de spectatori, este un stadion de baseball care are cea mai mare capacitate din țară, și al doilea din America latină.

Baseballul este cel mai popular sport din Venezuela, fiind socotit de unii localnici ca sport național. În acest sport Venezuela s-a evidențiat foarte mult, câștigând șapte titluri în competiția Serie del Caribe și a fost medaliată de trei ori cu aur, de 2 ori cu argint și de 4 ori cu bronz la Cupa Mondială de baseball. Liga venezueleană de baseball profesionist, fondată în 1945, este principalul organizator al concursului anual de baseball, la care participă opt echipe. Venezuela este considerată cel mai mare exportator de baseballiști, fiind surclasată doar de Republica Dominicană. În 2008, 729 baseballiști din Venezuela au avut contracte în străinătate. Pentru țară este foarte important ca baseballiștii să-și urmeze cariera în Statele Unite.
Fotbalul este de asemenea un sport popular în Venezuela, dar și baschetul. Această țară a fost gazda Turneului Mondial FIBA de Calificare la Olimpiada din 2012 (31 ianuarie 2012), ceea a făcut ca și baschetul să câștige popularitate.

#### Participarea Venezuelei la concursurile de frumusețe

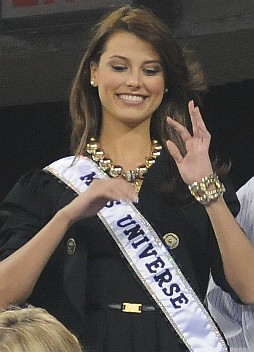
Stefanía Fernández, Miss Univers 2009.

În 2011 Ivian Sarcos din Venezuela născută la 26 iulie 1989 în Guanare, Portuguesa a devenit Miss World.
De la începutul organizării acestor concursuri Venezuela a obținut de șase ori titlul de Miss World în anii: 1955, 1981, 1984, 1991, 1995 și 2011, devansând India și Marea Britanie, care au obținut câte cinci titluri.
La concursul Miss Univers Venezuela a obținut tot șase titluri, fiind depășită de SUA cu șapte titluri. Anii în care concurente din Venezuela a obținut titlul Miss Univers: 1979, 1981, 1986, 1996, 2008, 2009.
Stefanía Fernández, ultima câștigătoare a titlului Miss Univers din Venezuela (2009), a fost prima câștigătoare a concursului Miss Univers din lume, care a fost încoronată de o compatrioată, Dayana Mendoza (2008), câștigând astfel și premiul Guinness record pentru această premieră mondială.
În cele două concursuri de frumusețe (Miss World și Miss Univers) Venezuela a obținut 12 titluri, fiind pe primul loc în lume, urmată de SUA cu un total de 10 titluri.